# VIII округ Парижа
8-й округ Парижа (фр. 8e arrondissement de Paris или фр. Arrondissement de l'Élysée) — один из 20 муниципальных округов Парижа. Назван в честь Елисейских Полей; в просторечии парижане называют округ le huitième («восьмой»). 
Является одновременно ядром Центрального делового района, популярным туристическим округом и местом проживания состоятельных горожан. Кроме того, в округе расположен Елисейский дворец — резиденция президента Франции.

## География

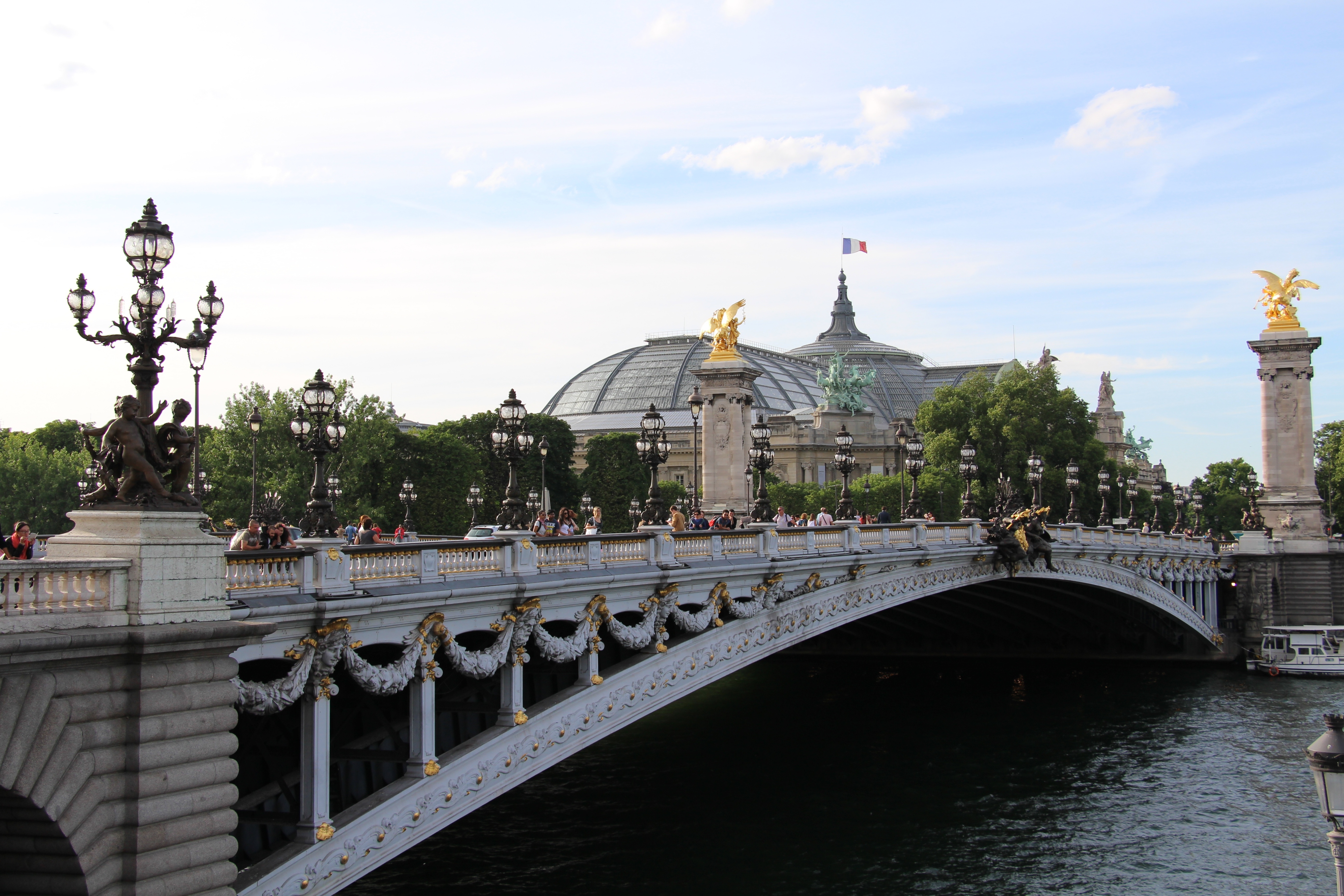
Мост Александра III

8-й округ расположен на правом берегу Сены. На востоке он граничит с 9-м, 2-м и 1-м округами, на западе — с 16-м округом, на севере — с 17-м округом, на юге (на противоположном берегу Сены) — с 7-м округом. Площадь округа составляет 388 га.

## История
В эпоху Средневековья к западу от крепостных стен Парижа лежали обширные пастбища и пашни парижского епископа. В XVII веке от сада Тюильри был проложен бульвар Королевы, позже расширенный и названный Елисейскими Полями. На северо-западной оконечности бульвара Андре Ленотр построил круглую площадь Звезды. Началась активная застройка рабочего предместья Сент-Оноре особняками французской знати. Во второй половине XVIII века была создана площадь Людовика XV, на которой в 1836 году установили Луксорский обелиск. Обе площади и бульвар сформировали Историческую ось Парижа. В нынешних границах VIII округ был образован в результате расширения столицы в западном направлении в середине XIX века.

## Население

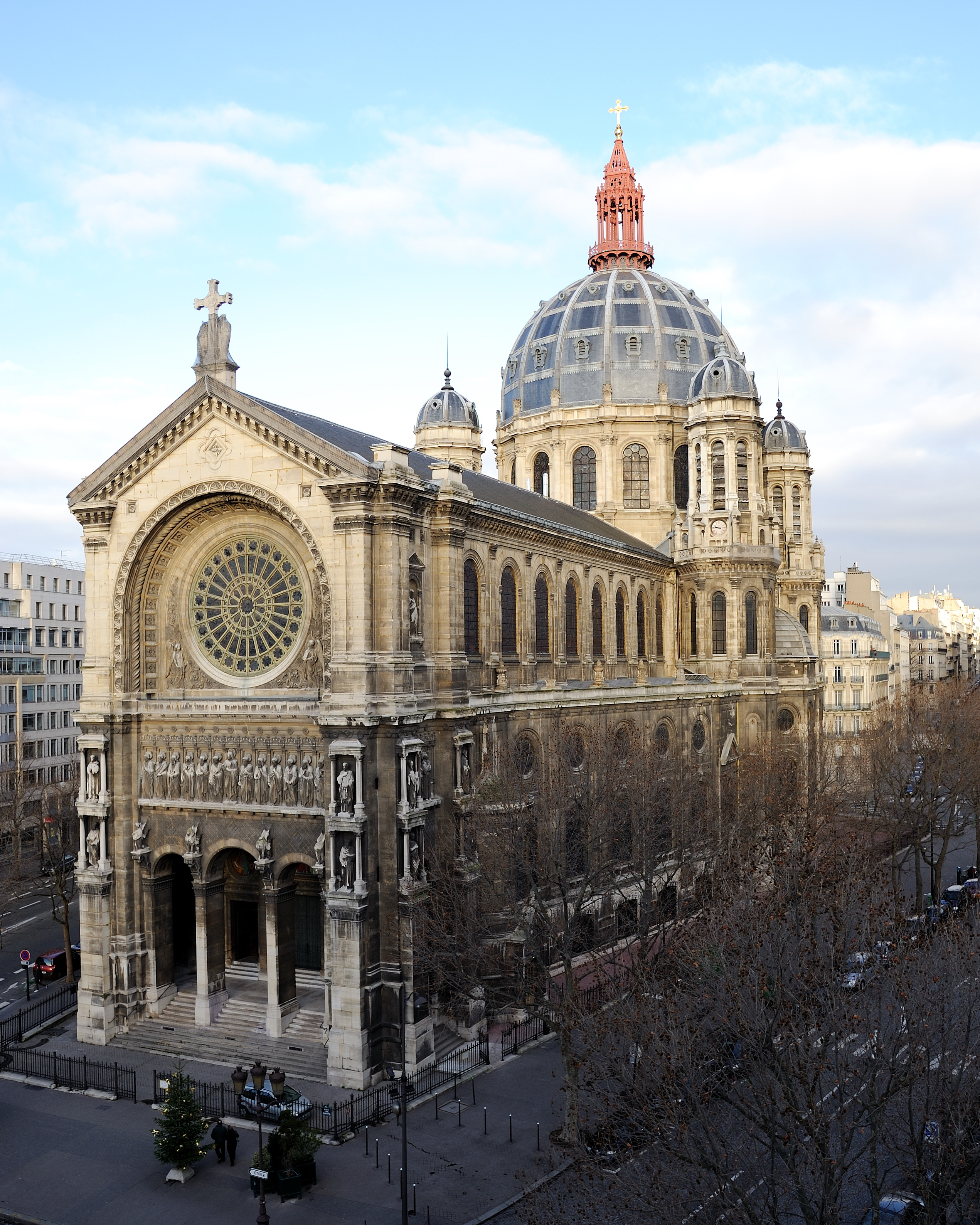
Церковь Святого Августина

В 2005 году в 8-м округе проживали 39 200 жителей при плотности 10 103 чел/км². Это составляло 1,8 % всего парижского населения.
В 2021 году численность населения округа составила 35 123 человек, плотность — 9 052 чел/км².
| Год  | Население | Плотность населения (чел/км²) |
| ---- | --------- | ----------------------------- |
| 1872 | 75 796    | 19 535                        |
| 1891 | 107 485   | 27 695                        |
| 1954 | 80 827    | 20 827                        |
| 1962 | 74 577    | 19 216                        |
| 1968 | 67 897    | 17 495                        |
| 1975 | 52 999    | 13 656                        |
| 1982 | 46 403    | 11 956                        |
| 1990 | 40 814    | 10 516                        |
| 1999 | 39 314    | 10 130                        |

## Административное деление
8-й округ разделён на 4 квартала:
- № 29 Шанз-Элизэ[фр.] (Quartier des Champs-Élysées)
- № 30 Фобур-дю-Руль[фр.] (Quartier du Faubourg du Roule)
- № 31 Мадлен[фр.] (Quartier de la Madeleine)
- № 32 Эроп[фр.]  (Quartier de l’Europe)

## Органы местного управления

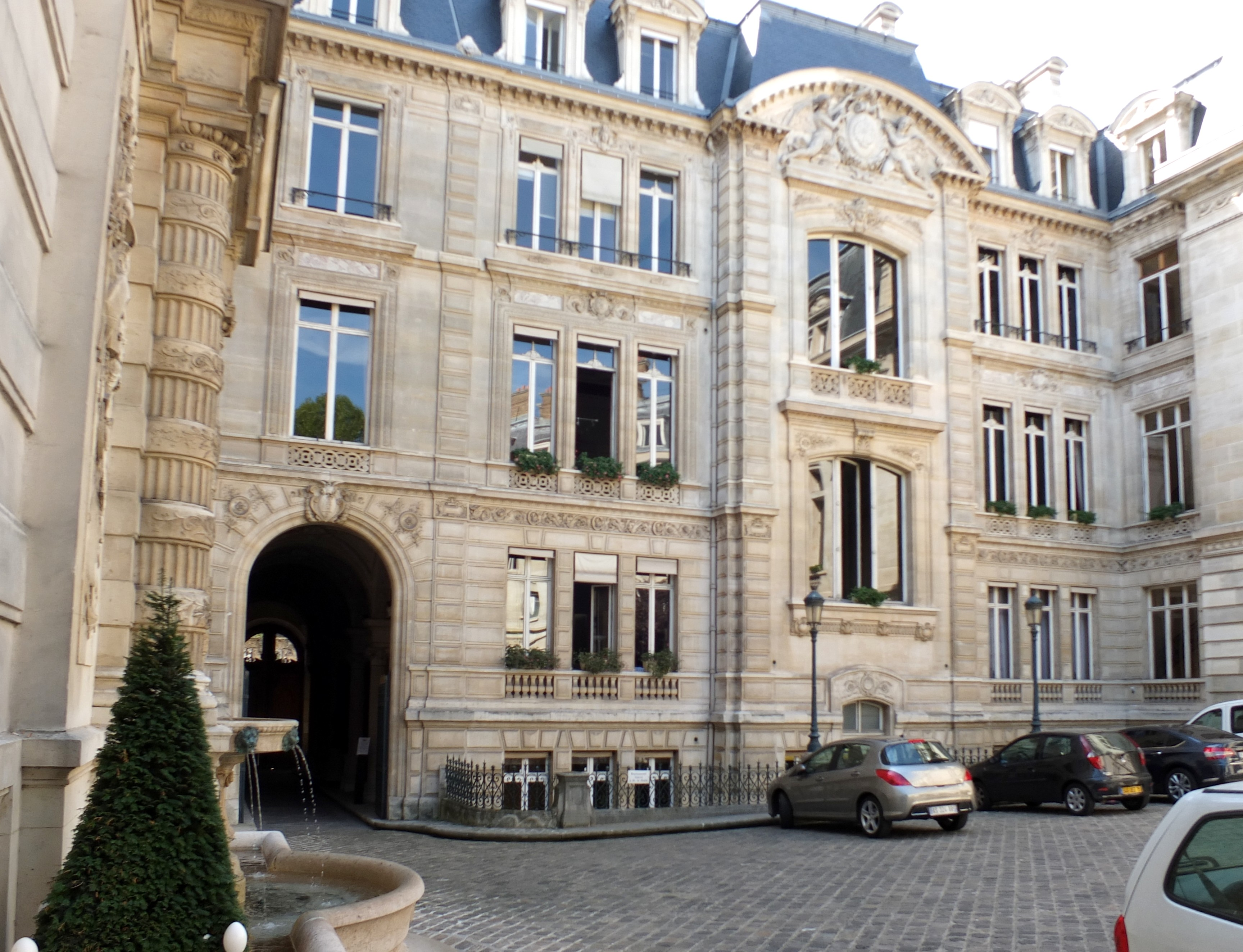
Мэрия VIII округа

С 1983 по 2014 год мэром VIII округа был Франсуа Лёбель. В апреле 2014 года мэром была избрана член республиканской партии Жанна д’Отесерр , родившаяся в Хайфоне в семье француза и кантонки; в 2020 году её вновь переизбрали на этот пост.
- Адрес мэрии: 3, Лиссабонская улица[фр.], Отель Кай[фр.]

## Государственные и дипломатические учреждения

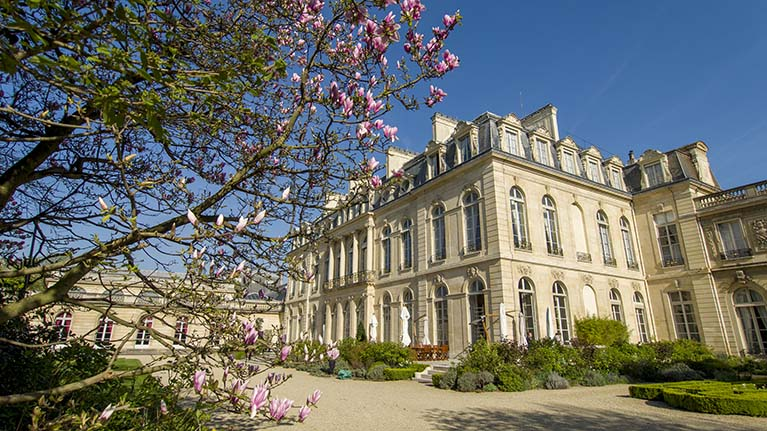
Елисейский дворец — резиденция президента Франции

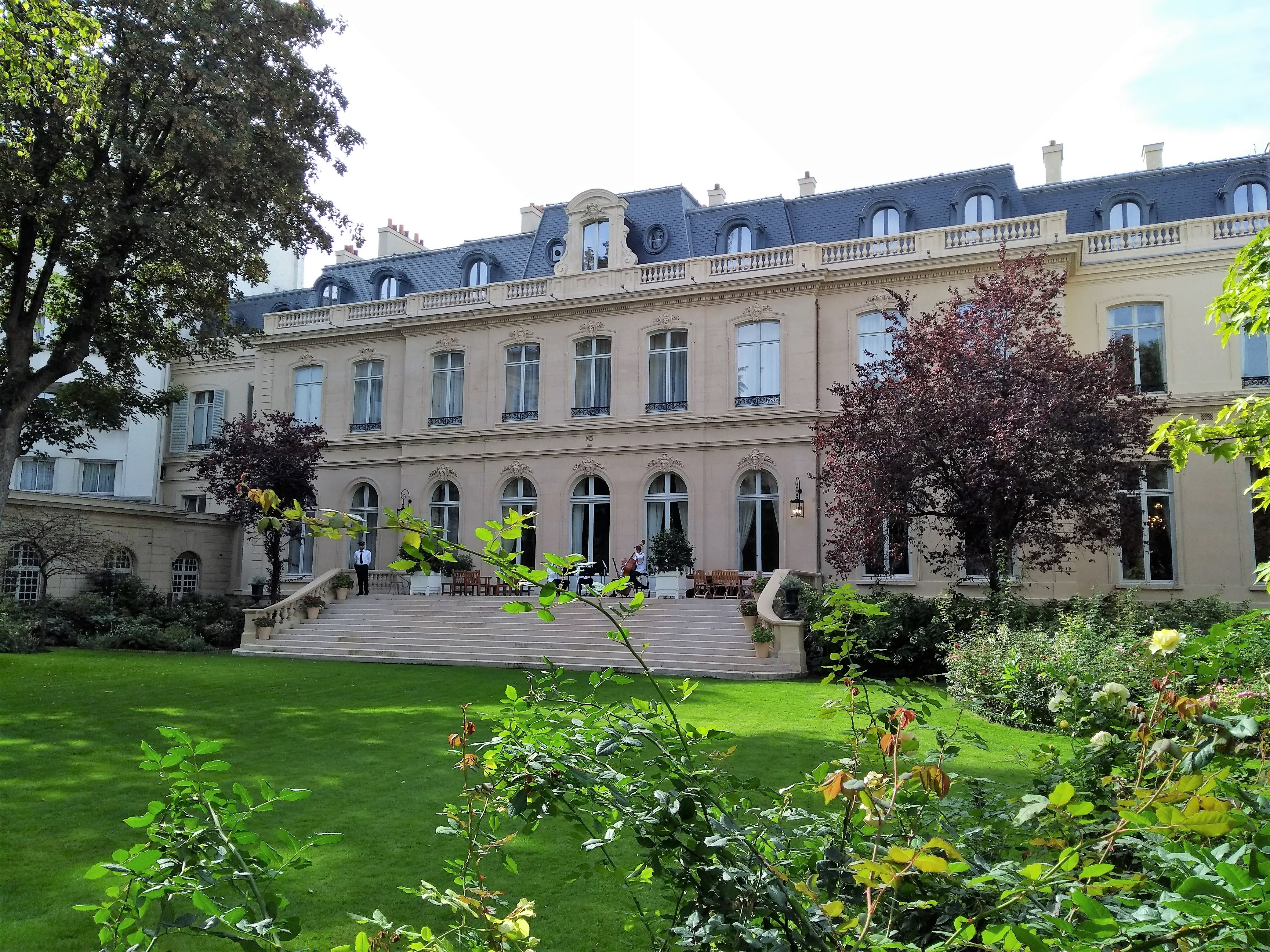
Министерство внутренних дел

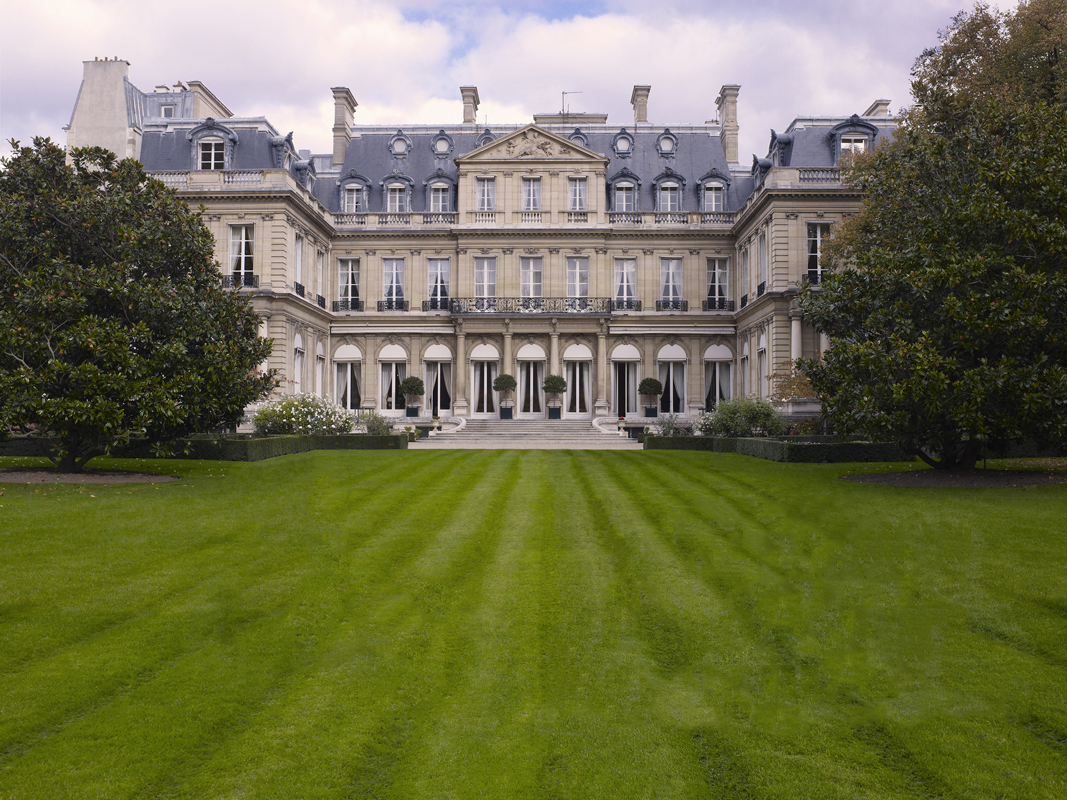
Резиденция посла США

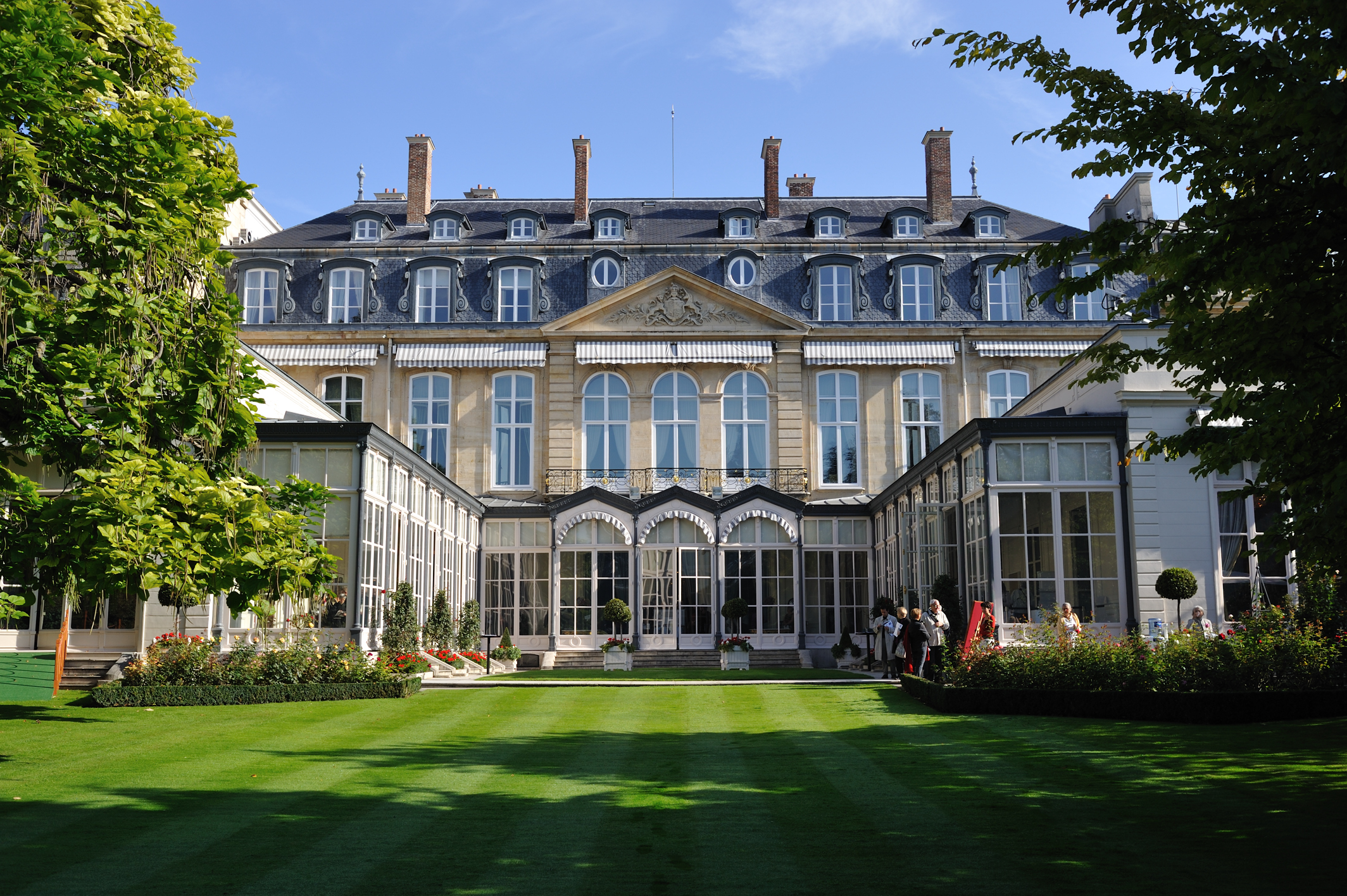
Резиденция посла Великобритании

Как и соседний 7-й округ, 8-й является важным политическим и дипломатическим центром города. Здесь находятся: 
- Резиденция президента Франции
- Министерство внутренних дел Франции

- Посольство Алжира
- Посольство Бразилии
- Посольство Буркина-Фасо
- Посольство Великобритании
- Посольство Вьетнама
- Посольство Демократической Республики Конго
- Посольство Доминиканской республики
- Посольство Зимбабве
- Посольство Израиля
- Посольство Испании
- Посольство Кабо-Верде
- Посольство Казахстана
- Посольство Канады
- Посольство Катара
- Посольство Колумбии
- Посольство Косово
- Посольство Мальты
- Посольство Мьянмы
- Посольство Норвегии
- Посольство Пакистана
- Посольство Саудовской Аравии
- Посольство Сингапура
- Посольство США
- Посольство Таджикистана
- Посольство Узбекистана
- Посольство ФРГ
- Посольство Эстонии
- Посольство Южного Судана
- Посольство Японии

Также в округе расположены генконсульства Бразилии, Великобритании, Колумбии и Перу, консульство Китая, резиденции послов США, Великобритании и Бельгии.

## Экономика и транспорт

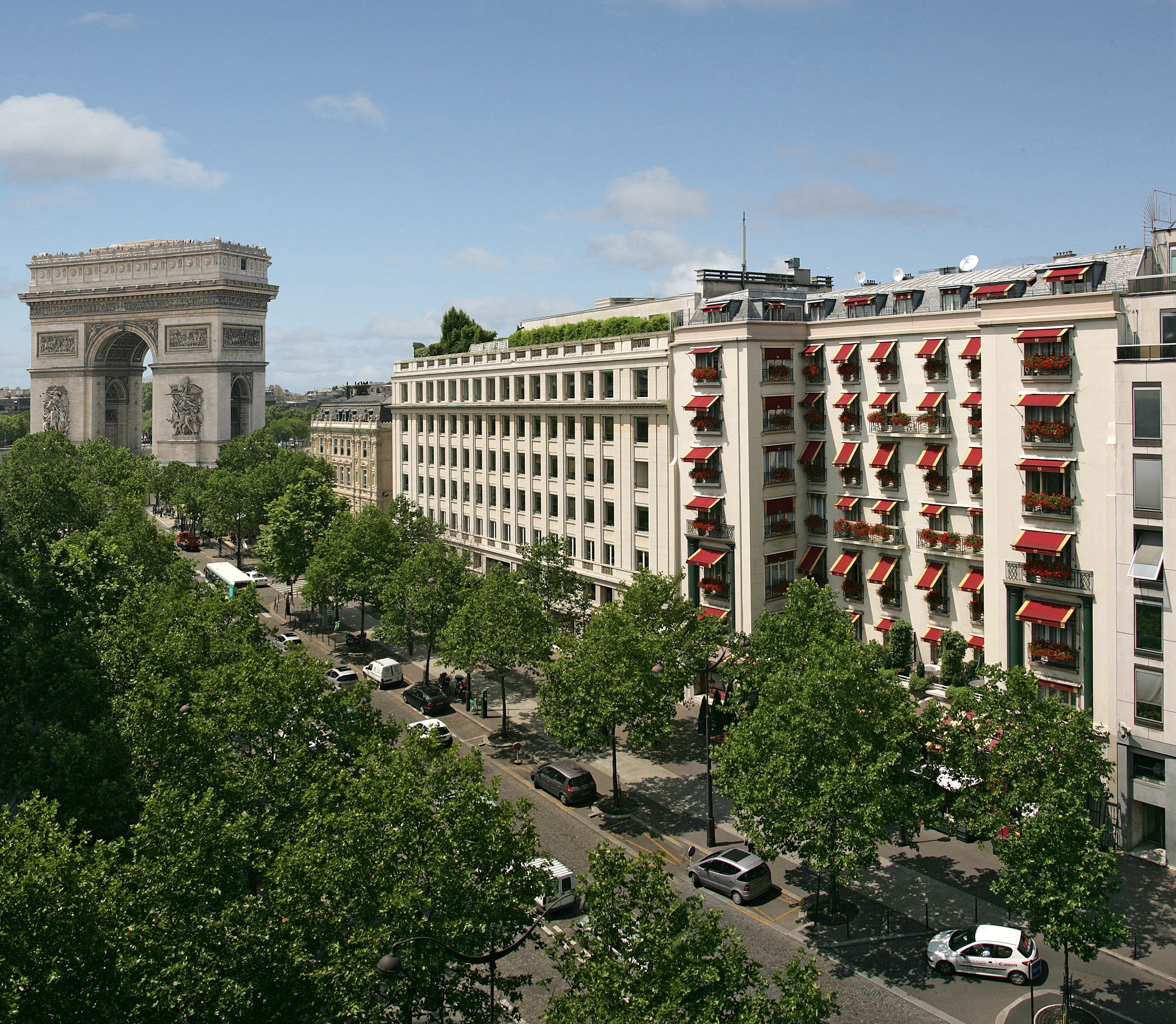
Отель Napoléon

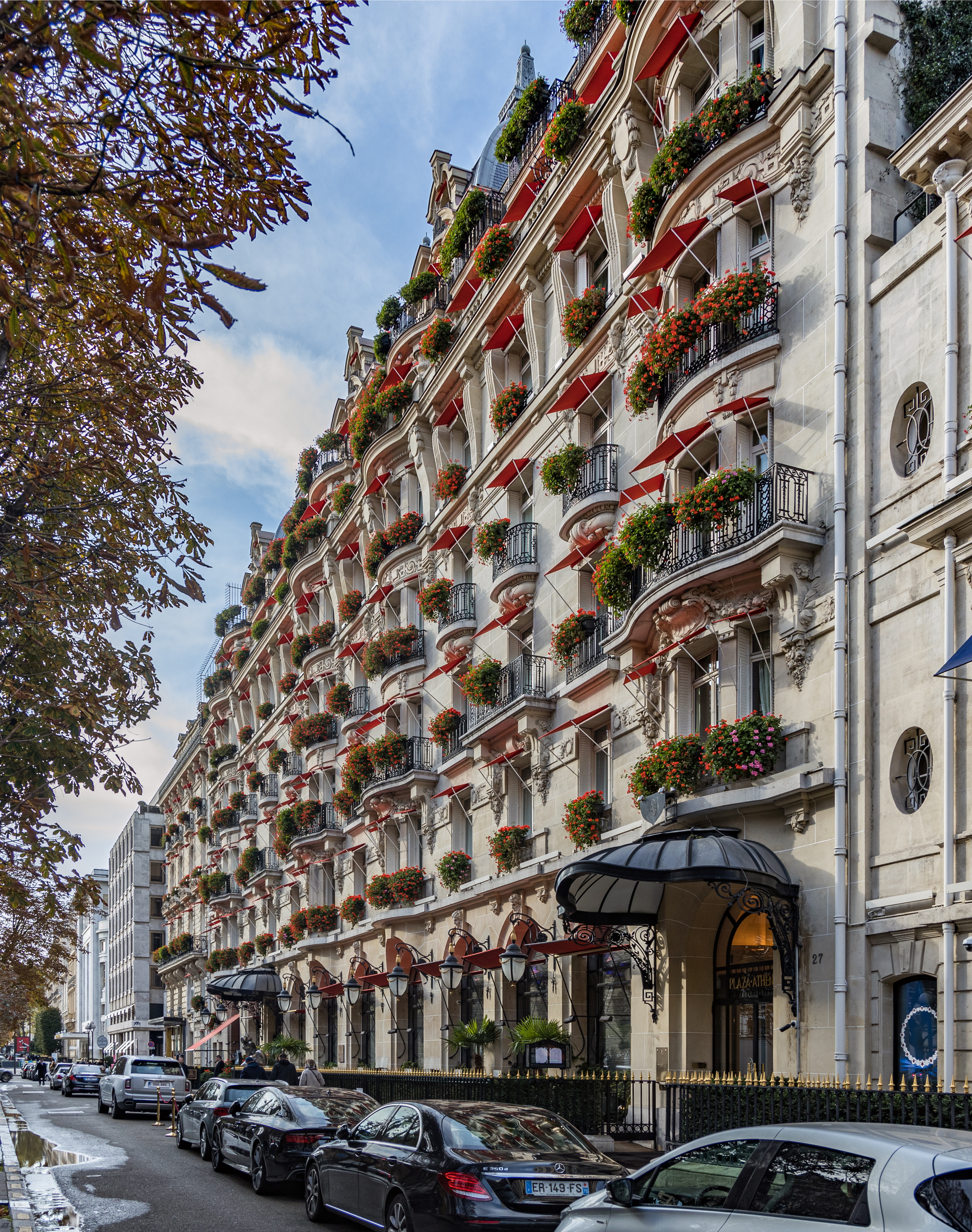
Отель Plaza Athénée

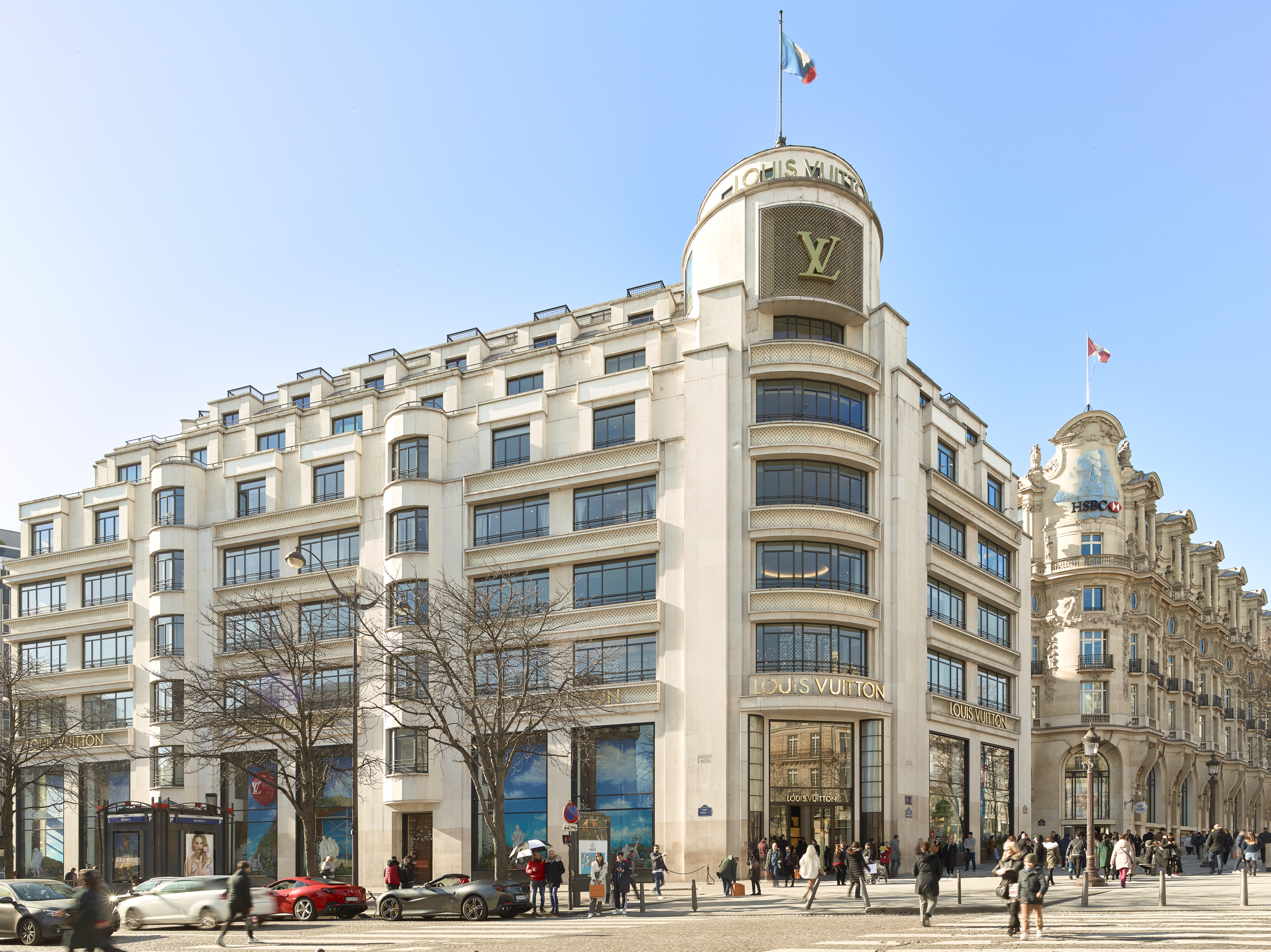
Магазин Louis Vuitton на Елисейских Полях

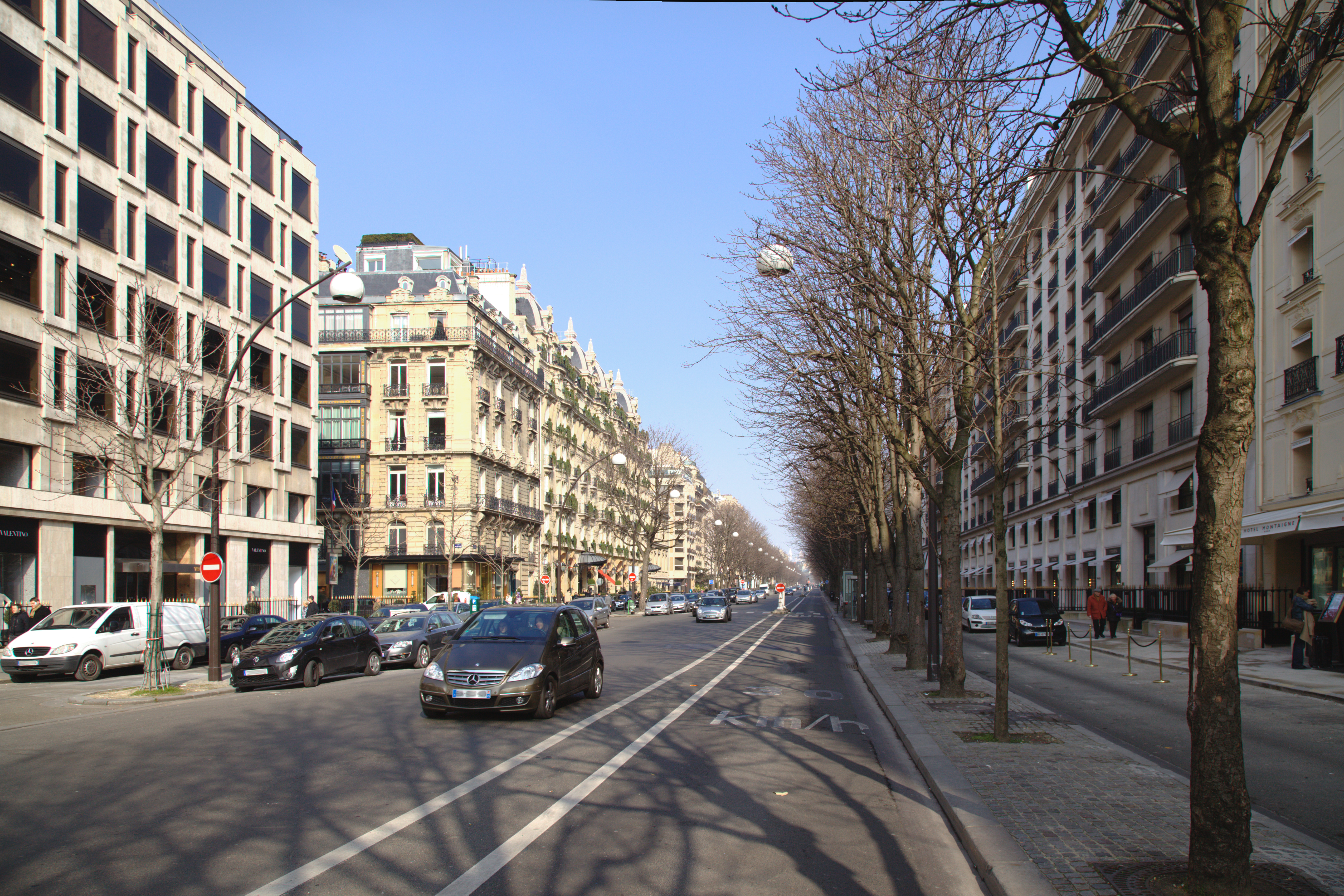
Авеню Монтень

В округе преобладает сфера услуг, в том числе розничная торговля, общественное питание, туризм, медицинские, транспортные, деловые и финансовые услуги (включая юридические, консалтинговые, бухгалтерские, инженерные и дизайнерские услуги, операции с недвижимостью). В округе одна из самых дорогих недвижимостей столицы и один из самых высоких средних доходов населения. VIII округ является частью так называемого Paris Ouest — богатого пояса, куда, помимо него, также входят VI округ, VII округ, XVI округ и Нёйи-сюр-Сен.
В VIII округе самая высокая концентрация пятизвёздочных гостиниц в Париже; здесь расположены такие престижные отели, как Hôtel de Crillon, Four Seasons Hotel George V, Hôtel Napoléon, Le Bristol Paris, Plaza Athénée, Barrière Le Fouquet's, Hôtel Alfred Sommier, Hôtel du Collectionneur, Hôtel Lancaster, Hôtel Prince de Galles, Le Royal Monceau Raffles Paris, Sofitel Paris Le Faubourg, La Trémoille Paris, Marriott Champs-Élysées, Hyatt Regency Paris Madeleine, Intercontinental Paris Avenue Marceau, Bulgari Paris, Sofitel Arc de Triomphe, Melia Paris Villa Marquis, Radisson Blu Champs Élysées, La Réserve Paris, Hôtel Balzac, Norman Paris, Hôtel Bowmann, Marignan Paris, Hôtel de Berri, Château des Fleurs, Le Damantin, La Clef Champs-Élysées, La Demeure Montaigne, Hôtel Elysia, Grand Powers, Les Jardins du Faubourg, Hôtel Fauchon, Maison Albar Le Diamond, La Maison Champs-Élysées, Marquis Faubourg Saint-Honoré, Monsieur George Hôtel & Spa, Hôtel Montaigne, San Regis, Hôtel de Sers, Splendide Royal, Hôtel Vernet, Fraser Suites Le Claridge Champs-Elysées, Hilton Paris Opéra, Rochester Champs-Élysées, Château Frontenac, Pershing Hall и Cercle national des armées.
VIII округ является популярной торговой зоной Парижа. Магазины и бутики мировых модных брендов, а также антикварные магазины и художественные галереи сконцентрированы в так называемом «Золотом треугольнике» , ограниченном авеню Монтень, авеню Георга V и Елисейскими Полями (включая универмаг Galeries Lafayette Champs-Élysées, торговые центры Galerie des Arcades и Galerie des Champs); также дорогих магазинов много на улице Фобур-Сент-Оноре. На вокзале Сен-Лазар расположен большой ТРЦ Centre Commercial Saint Lazare с многочисленными магазинами и кафе. Рядом с бульваром Османа находится Пассаж Пюто с популярными бистро и барами. От площади Мадлен тянется оживлённая Галерея Мадлен, известная своими дорогими бутиками, магазинами и ресторанами. 
Округ является важным деловым центром, здесь базируются Торгово-промышленная палата региона Париж — Иль-де-Франс и такие французские компании, как страховые группы AXA и Groupama Holding, модные группы LVMH (включая дома моды Christian Dior, Givenchy и Berluti) и Hermès International, парфюмерно-косметические компании L’Oréal, Pierre Fabre, Interparfums, Parfums Nina Ricci и Sisley, оптическая группа EssilorLuxottica, энергетические компании Électricité de France, Neoen и Akuo, медиа-группы Vivendi и Banijay, строительная группа Bouygues, производители алкогольных напитков Pernod Ricard и Rémy Cointreau, маркетинговая и рекламная группа Publicis groupe, группа коммунальных услуг Veolia Environnement, многопрофильный конгломерат Dassault Group, аэрокосмическая группа Dassault Aviation, инвестиционные группы Finatis, Wendel, Tikehau Capital, Impala, Praemia REIM и Infravia Capital Partners, транспортная группа Getlink, авиакомпания Air France-KLM, телекоммуникационная группа Iliad (включая мобильного оператора Free), группа деловых услуг Teleperformance, группа медицинских услуг Clariane, алюминиевая компания Constellium, операторы недвижимости Nexity, Societe Fonciere Lyonnaise и Carmila, финансовая группа Rothschild & Co, агропромышленная группа Avril, кинокомпании Pathé, Dulac Cinémas и Mars Films, дома моды Pierre Balmain и Jeanne Lanvin, оборонная компания Alcen, нефтегазовая компания Maurel & Prom, аукционный дом Artcurial, сеть продуктовых магазинов Hédiard, книжные издательства Éditions du Toucan и Éditions de Montbel. Также здесь расположены парижские офисы Morgan Stanley, Barclays Investment Bank, Lloyd’s France, Citigroup Global Markets, S&P Global Ratings, Lazard, Mizuho Bank, Baker McKenzie, Dentressangle, Candriam, Finastra, TP ICAP, Christie’s, Sotheby’s и Puig.
Поскольку Елисейские Поля являются «витриной Парижа», здесь расположены шоурумы ведущих французских брендов — Atelier Renault и Salomon (на месте бывшего шоурума Citroën C42). На улице Ля Бом базируется Комитет Кольбера, продвигающий люксовые марки Франции.
Причалы для речных судов и катеров расположены вдоль набережных Порт Конкорд, Порт Шанз-Элизэ и Порт Конферанс.

### Железнодорожный транспорт

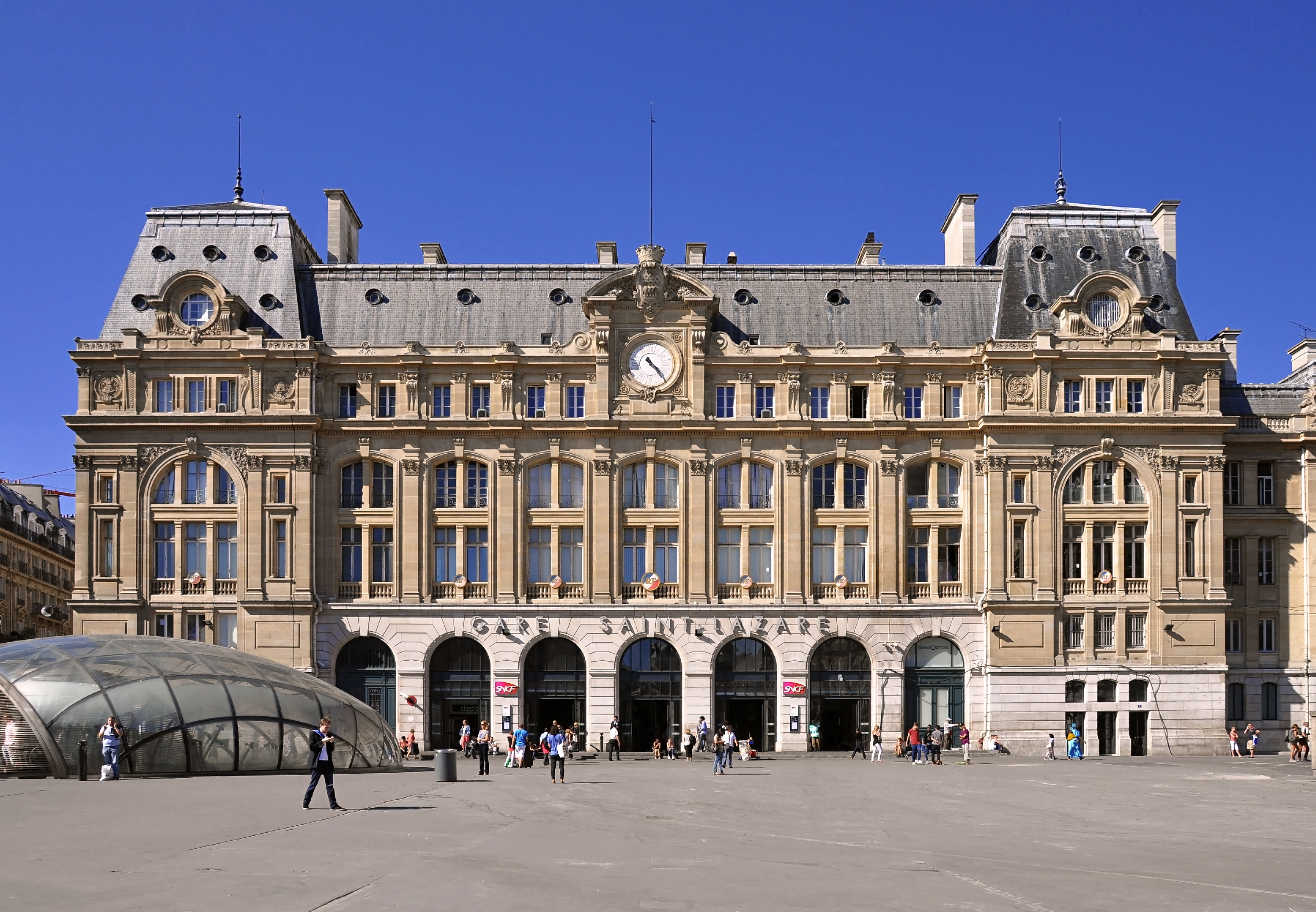
Вокзал Сен-Лазар

В 8-м округе находится железнодорожный вокзал Сен-Лазар, откуда отправляются поезда ближнего назначения, следующие в Иль-де-Франс и Нормандию.

### RER
Станция Шарль-де-Голль — Этуаль обслуживает линию А.

### Метрополитен
VIII округ обслуживают следующие линии метрополитена:
- Линия 1
- Линия 2
- Линия 3
- Линия 6
- Линия 8
- Линия 9
- Линия 12
- Линия 13
- Линия 14

### Площади и улицы

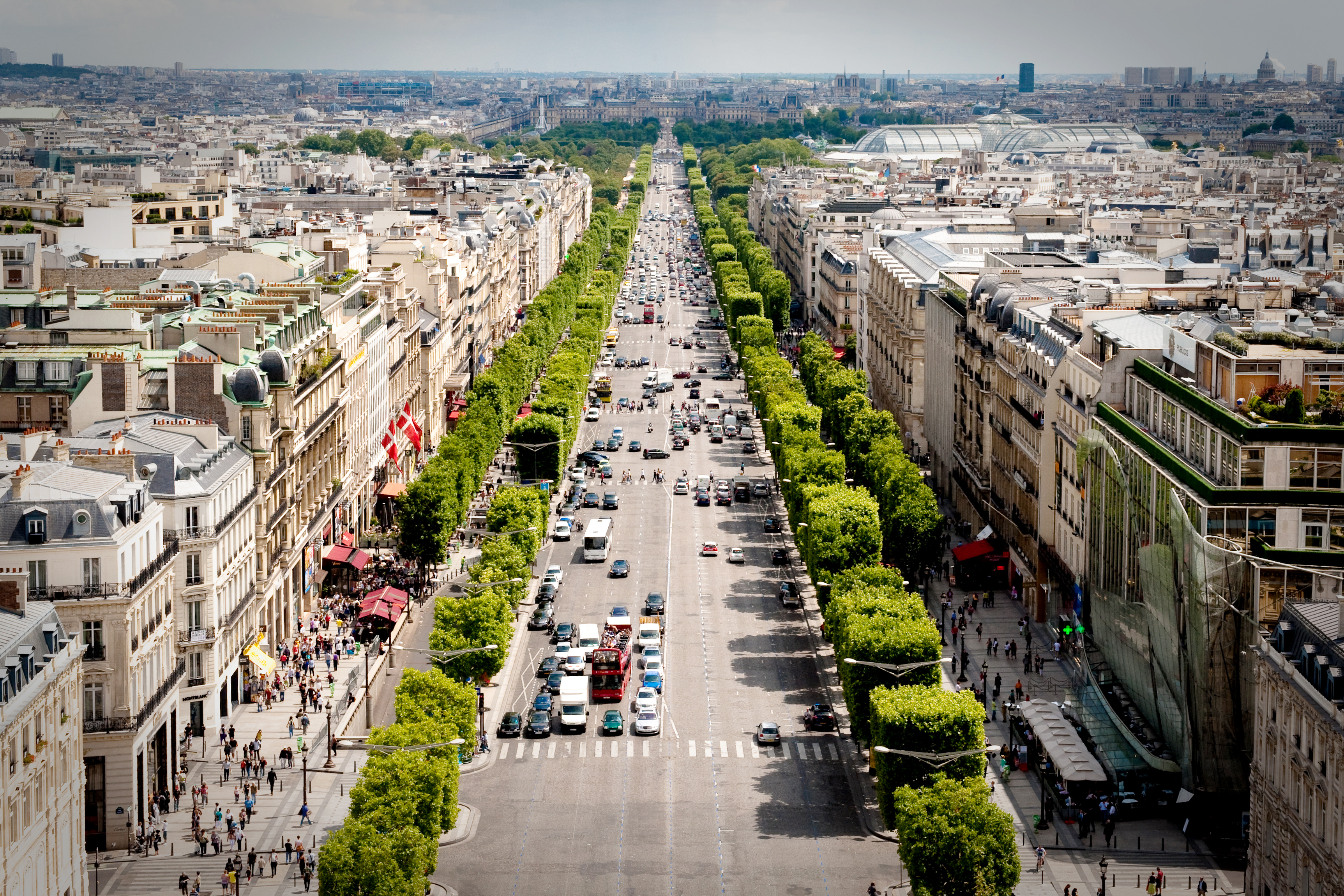
Елисейские поля образуют главную историческую ось города

Триумфальная арка на площади Шарля де Голля

- Елисейские поля
- Авеню Фридланд
- Авеню Марсо
- Авеню Монтень
- Авеню Георга V
- Авеню Гоша
- Авеню Ваграм
- Бульвар Осман
- Бульвар Мадлен
- Бульвар Мальзерба
- Бульвар Батиньоль
- Бульвар Курсель
- Площадь Шарля де Голля
- Площадь Согласия
- Площадь Мадлен
- Площадь Клиши
- Площадь Терн
- Площадь Бово
- Дублинская площадь
- Площадь Европы
- Улица Фобур-Сент-Оноре
- Улица Москвы
- Улица Дарю
- Улица Лорда Байрона
- Улица Руаяль

## Культура

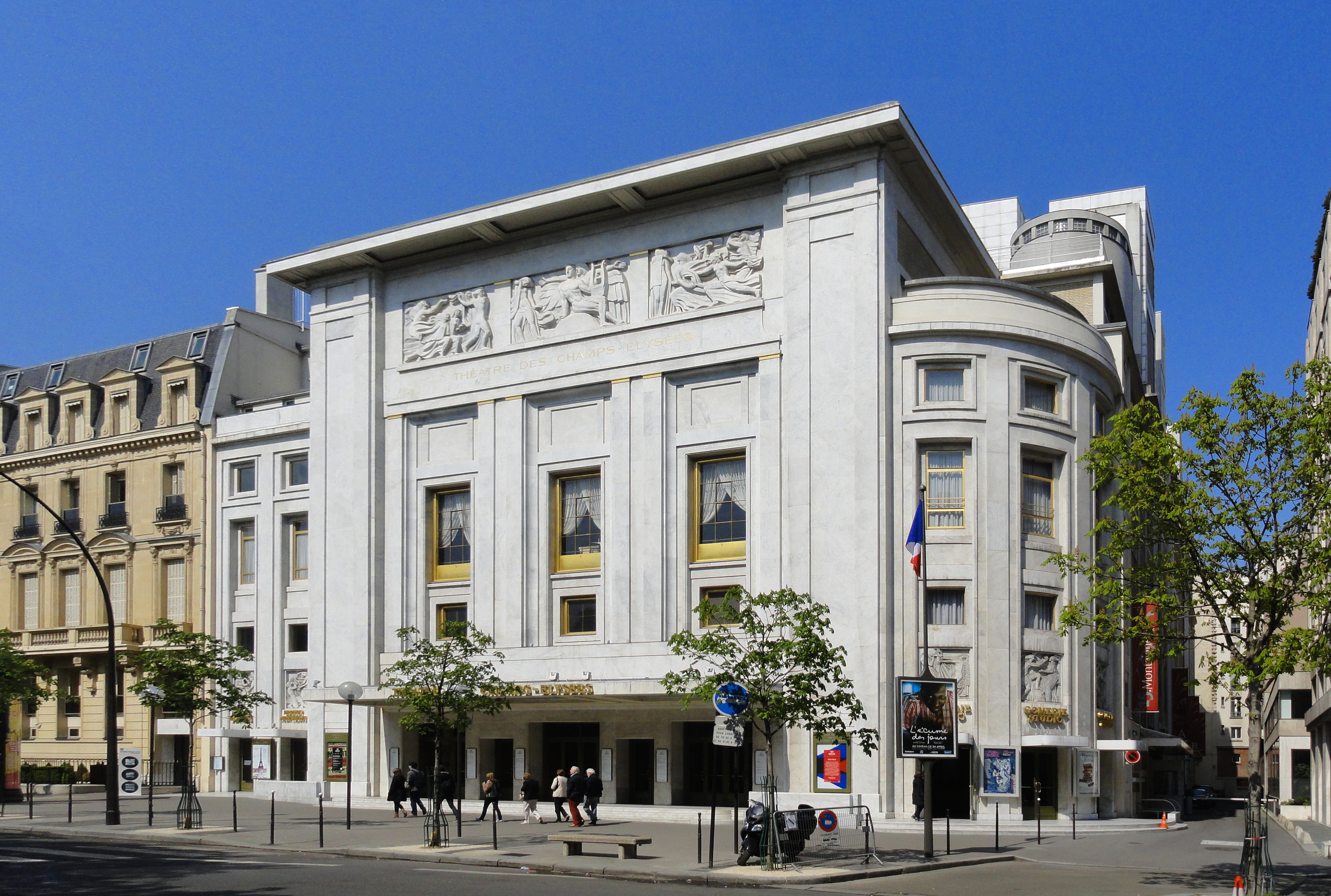
Театр Елисейских полей

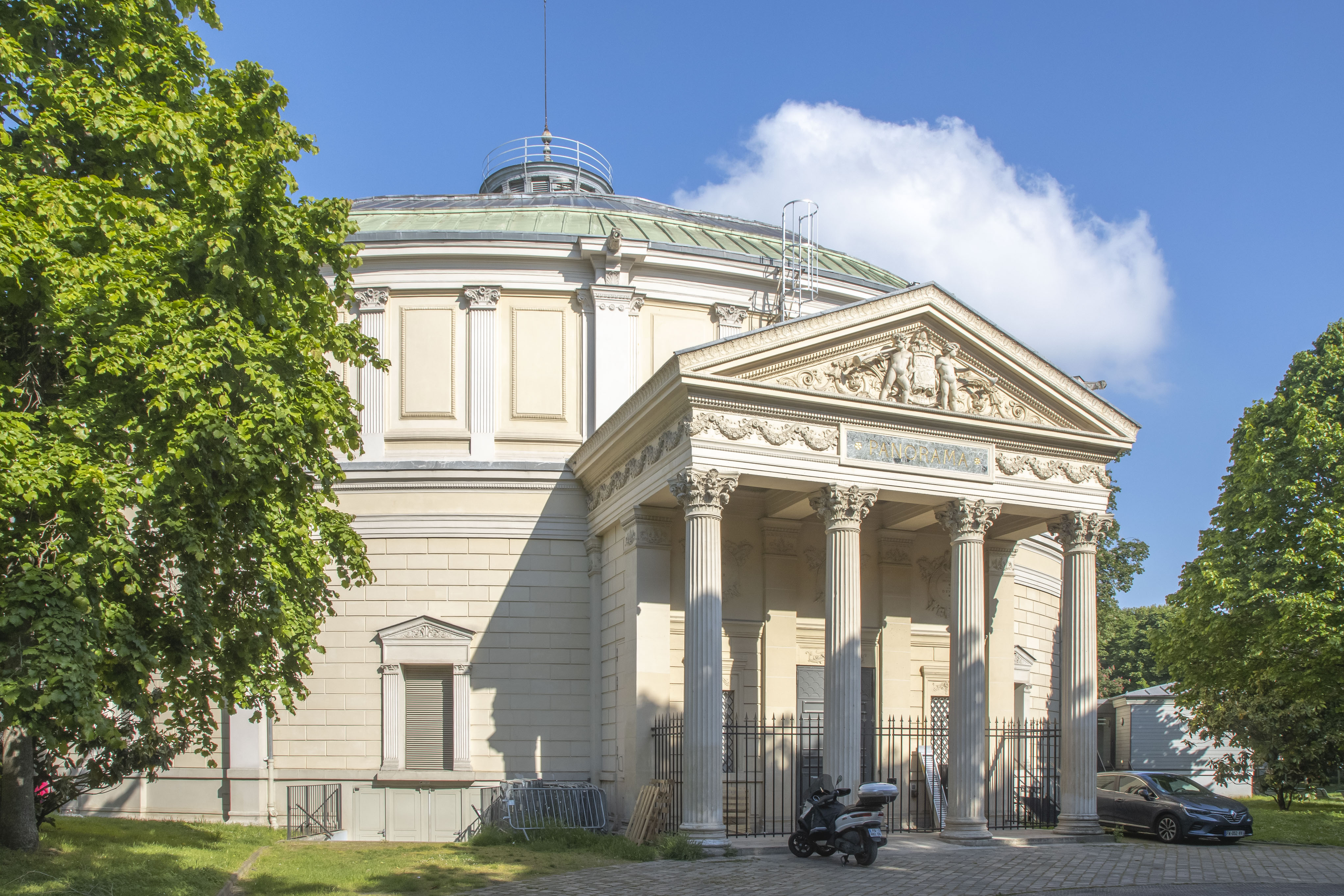
Театр Ронд-Пуант

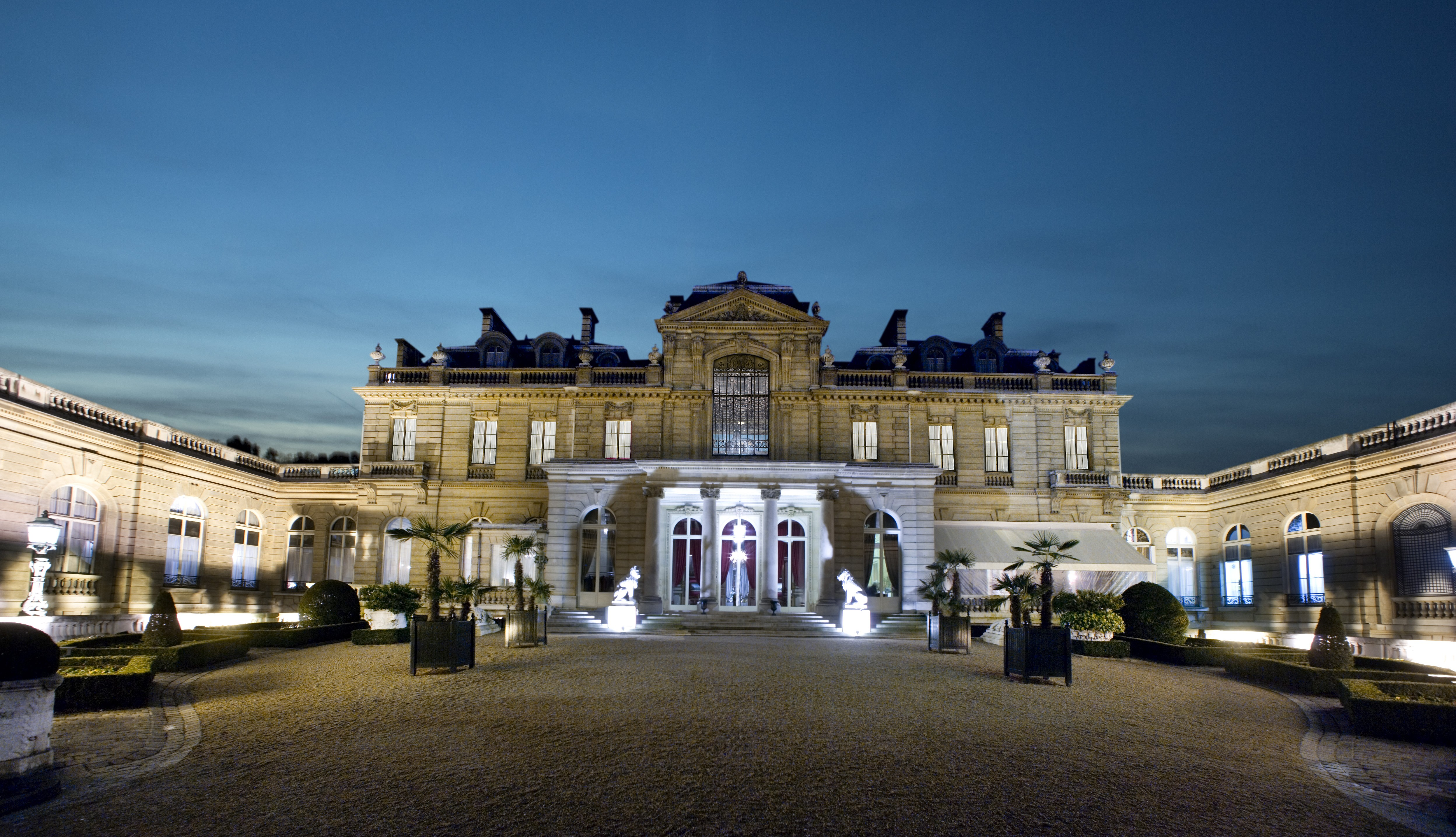
Музей Жакмар-Андре

В VIII округе расположено несколько знаменитых музеев, библиотек, театров и культурных центров Парижа:
- Музей Жакмар-Андре
- Музей Чернуски
- Музей Ниссим-де-Камондо
- Национальные галереи Большого дворца[фр.]
- Дворец открытий
- Коллекция Аль-Тани[англ.]
- Музей модерна Maxim’s[фр.]
- Музей La Galerie Dior
- Музей азиатского искусства Дом Лу[фр.]
- Музыкальная библиотека Ла Гранж-Флере[фр.]
- Театр Елисейских полей
- Театр Конкорд[фр.]
- Театр Мадлен[фр.]
- Театр Мариньи[фр.]
- Театр Ронд-Пуант[фр.]
- Театр Матюрен[фр.]
- Театр Тристана Бернара[фр.]
- Театр Мишель[фр.]
- Концертный зал Плейель
- Концертный зал Гаво[фр.]
- Дом Дании[фр.]
- Канадский культурный центр[фр.]
- Корейский культурный центр[фр.]
- Ассоциация Гондишапур[фр.]
- Ассоциация Франция — Америка[фр.]

В Большом дворце регулярно проводятся выставка современного искусства Monumenta и Международная выставка редких книг, автографов, гравюр и рисунков.

## Образование и наука

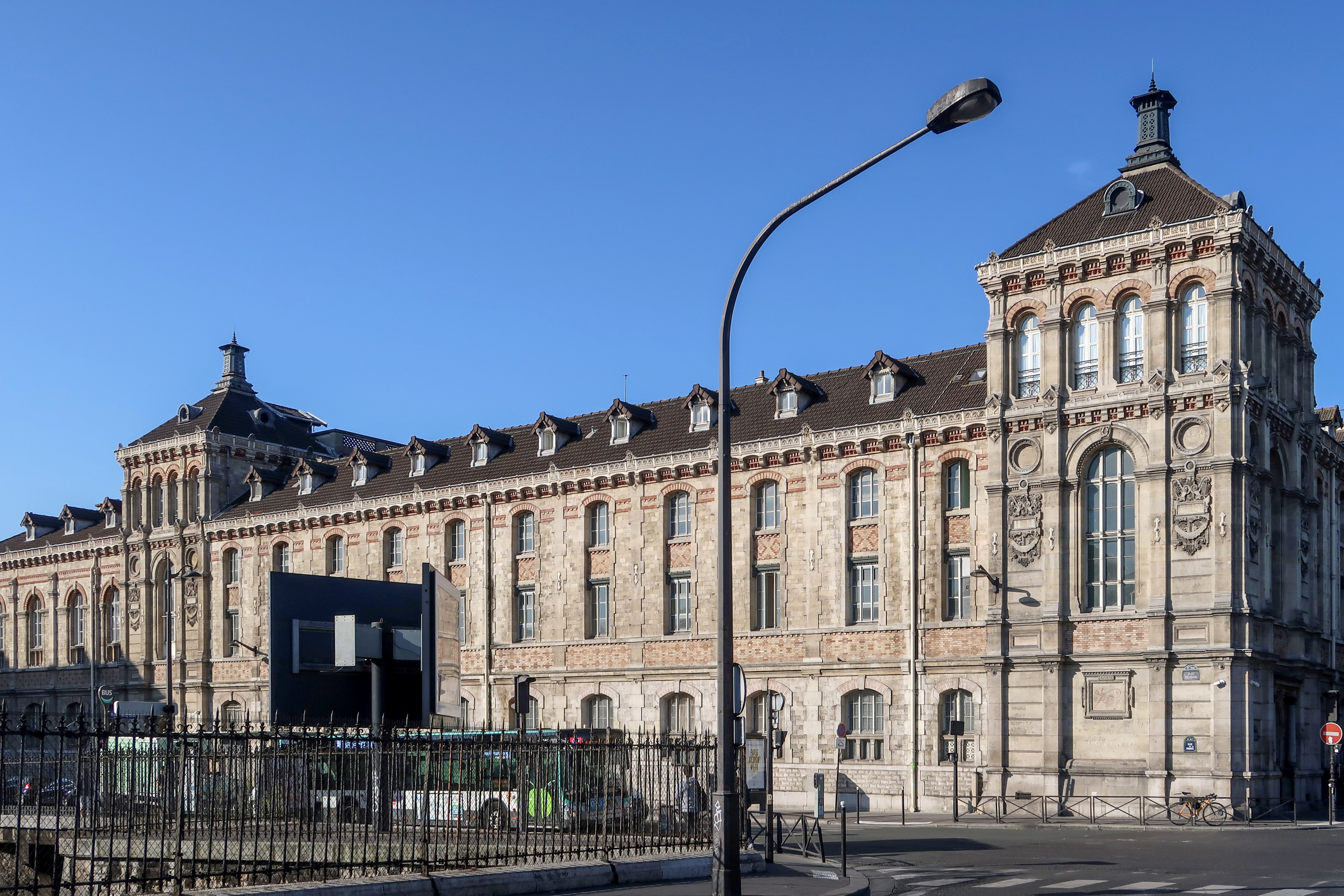
Лицей Шапталя

- Лицей Шапталя
- Лицей Расина[фр.]
- Лицей Фенелон Сент-Мари[фр.]
- Школа Hattemer Bilingue[фр.]
- Международная двуязычная школа[фр.]
- Парижская региональная консерватория[фр.]
- Парижская международная консерватория[фр.]
- Парижский кампус Международного университета Шиллера[фр.]
- Европейский исследовательский центр Гарвардской школы бизнеса

## Достопримечательности

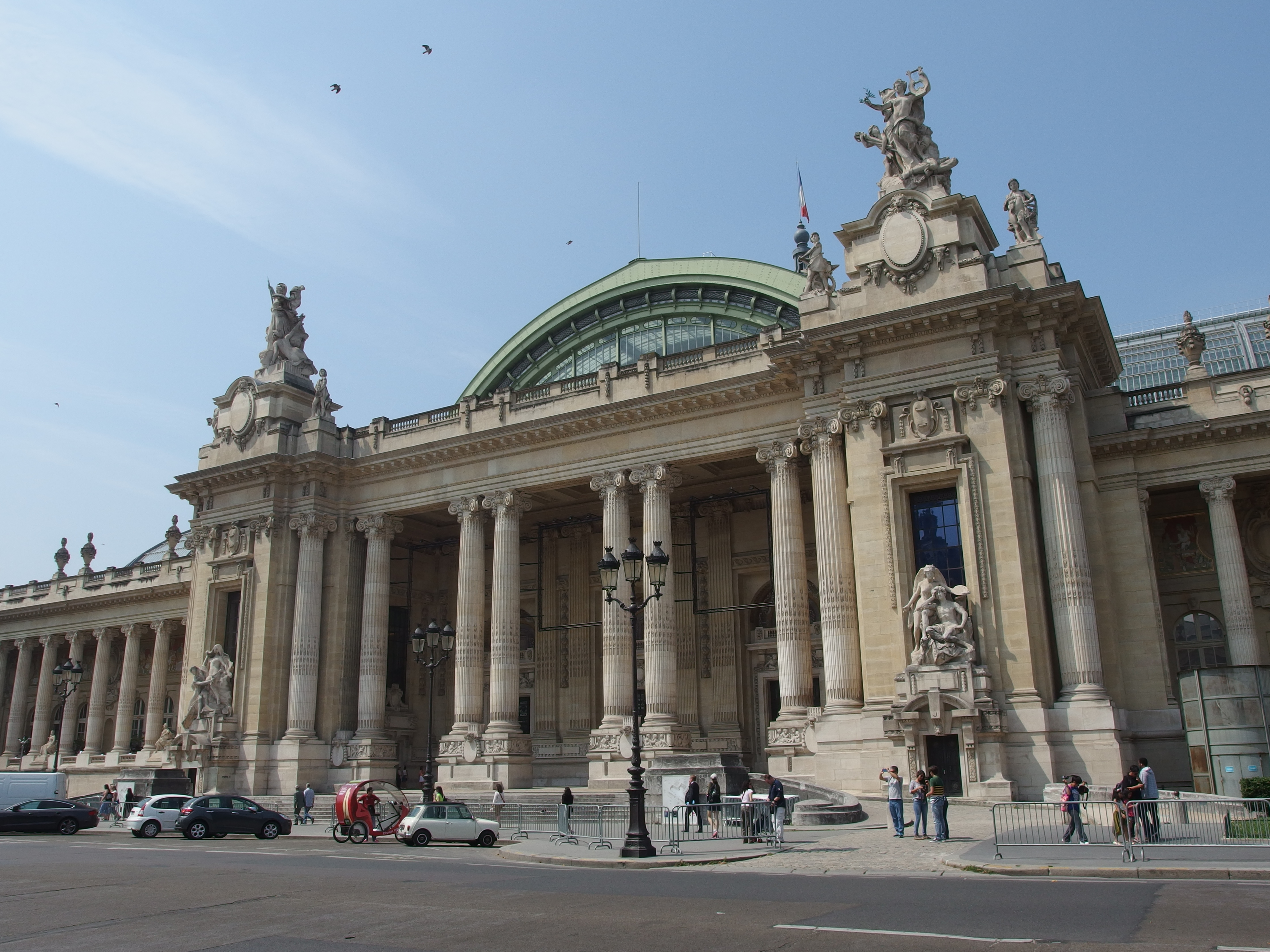
Большой дворец

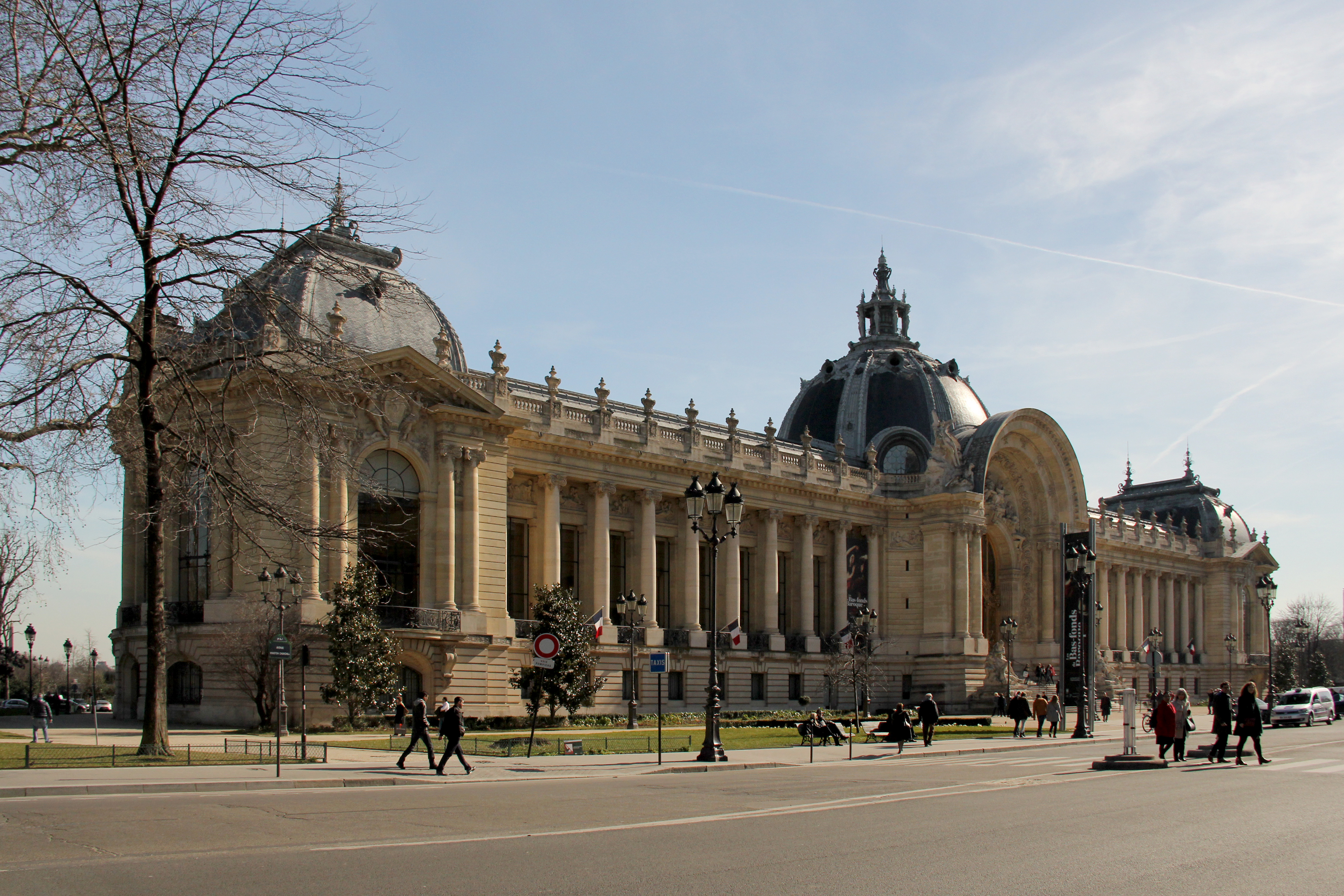
Малый дворец

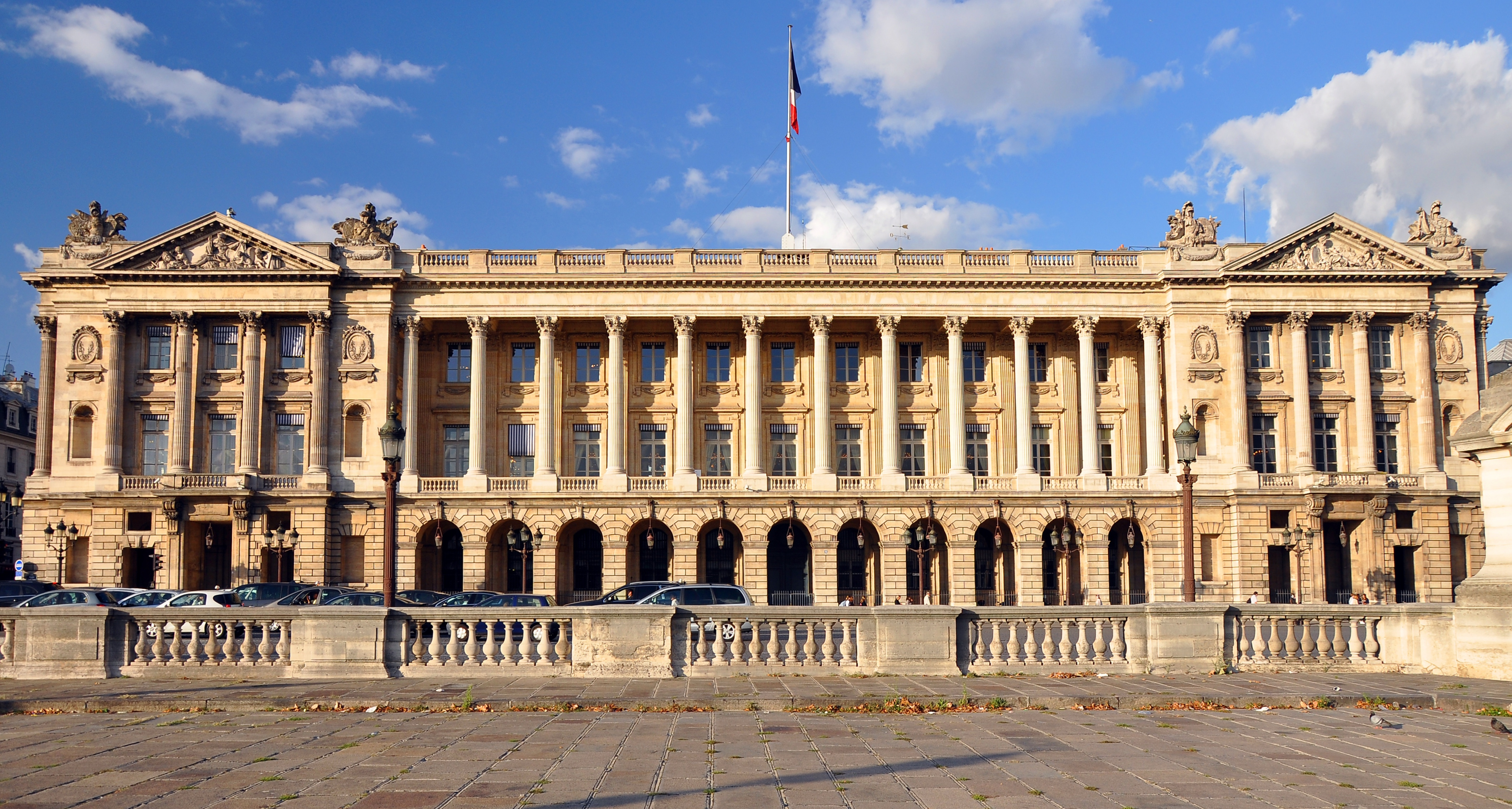
Морской дворец

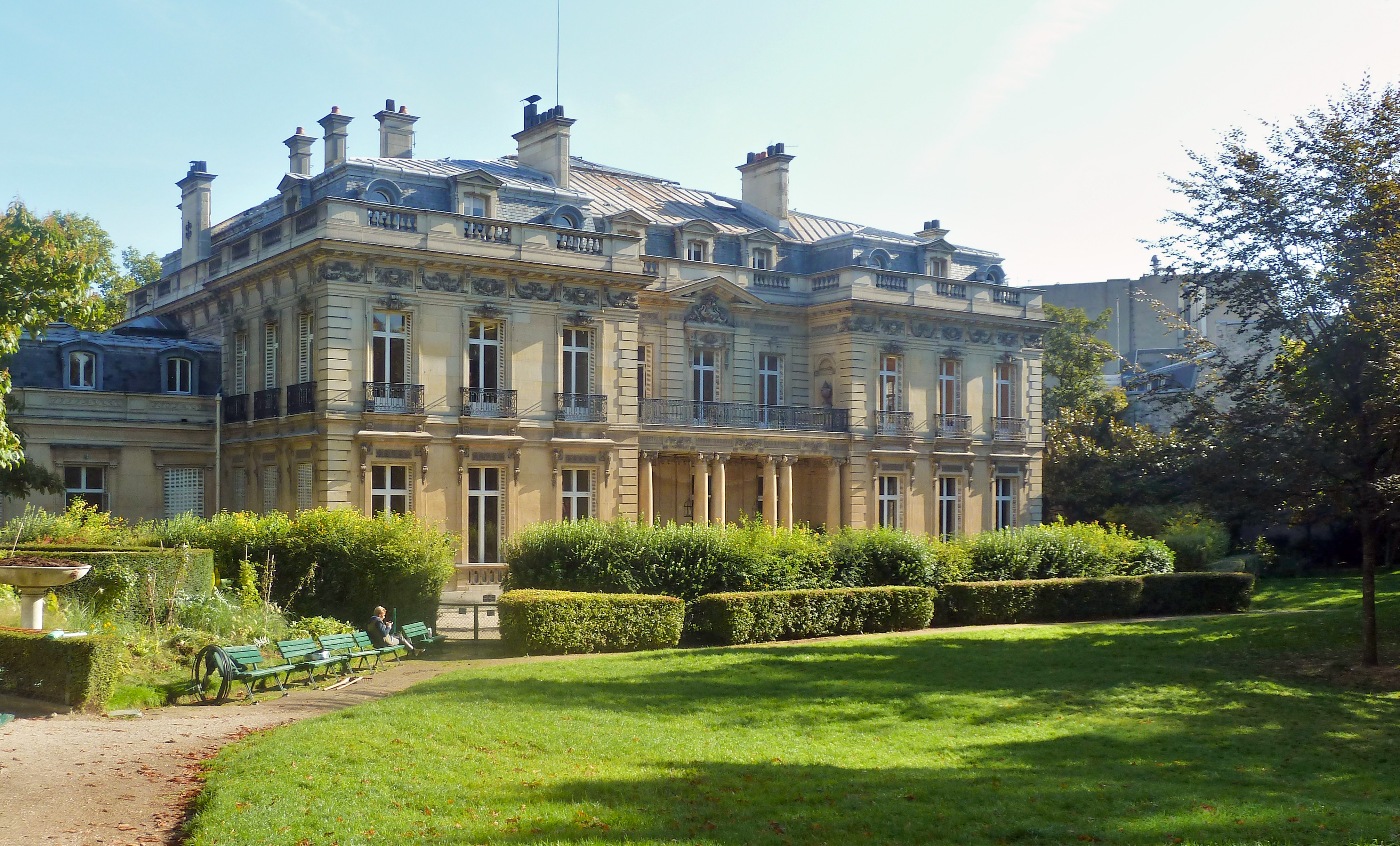
Особняк Ротшильда

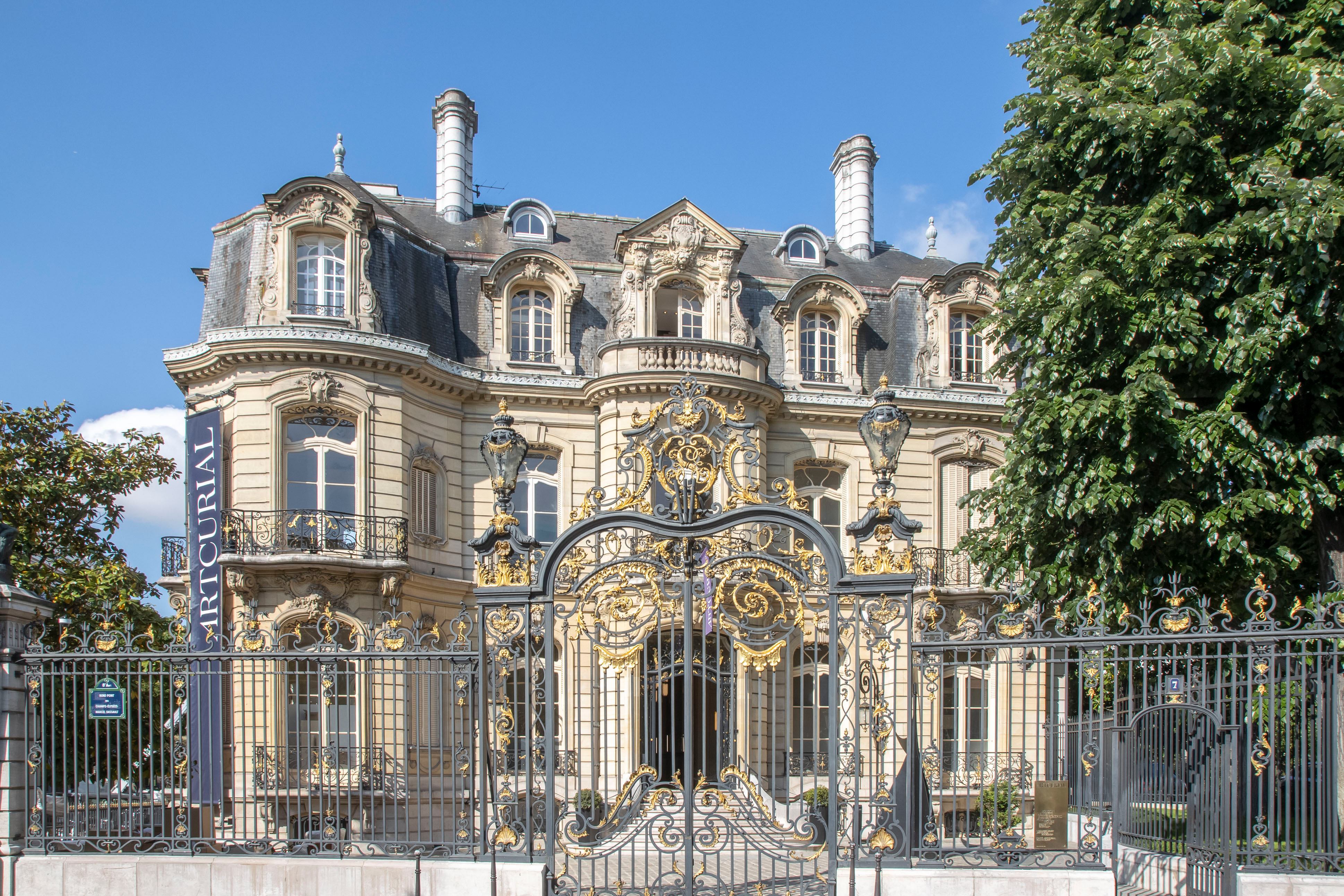
Особняк Дассо

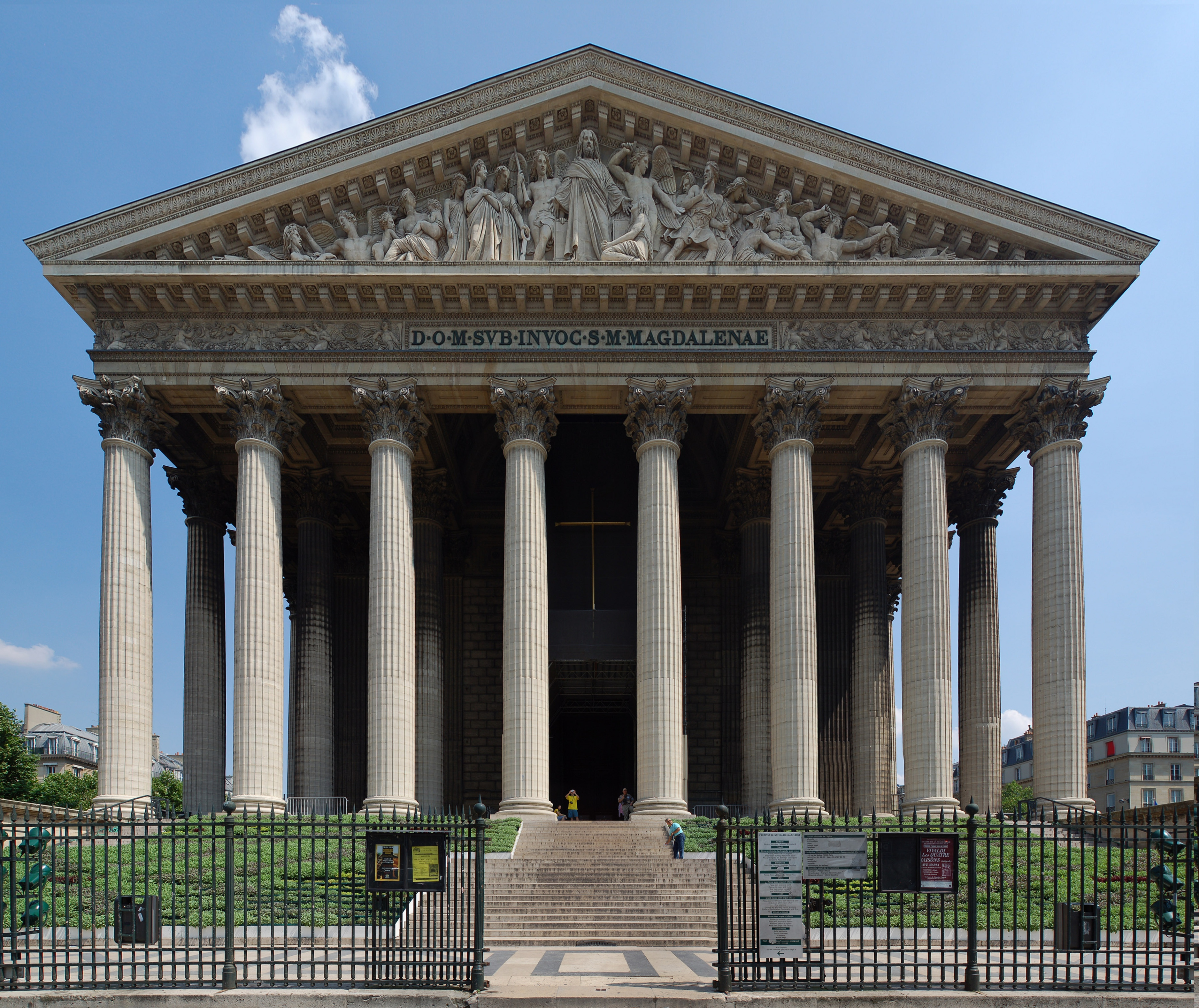
Церковь Мадлен

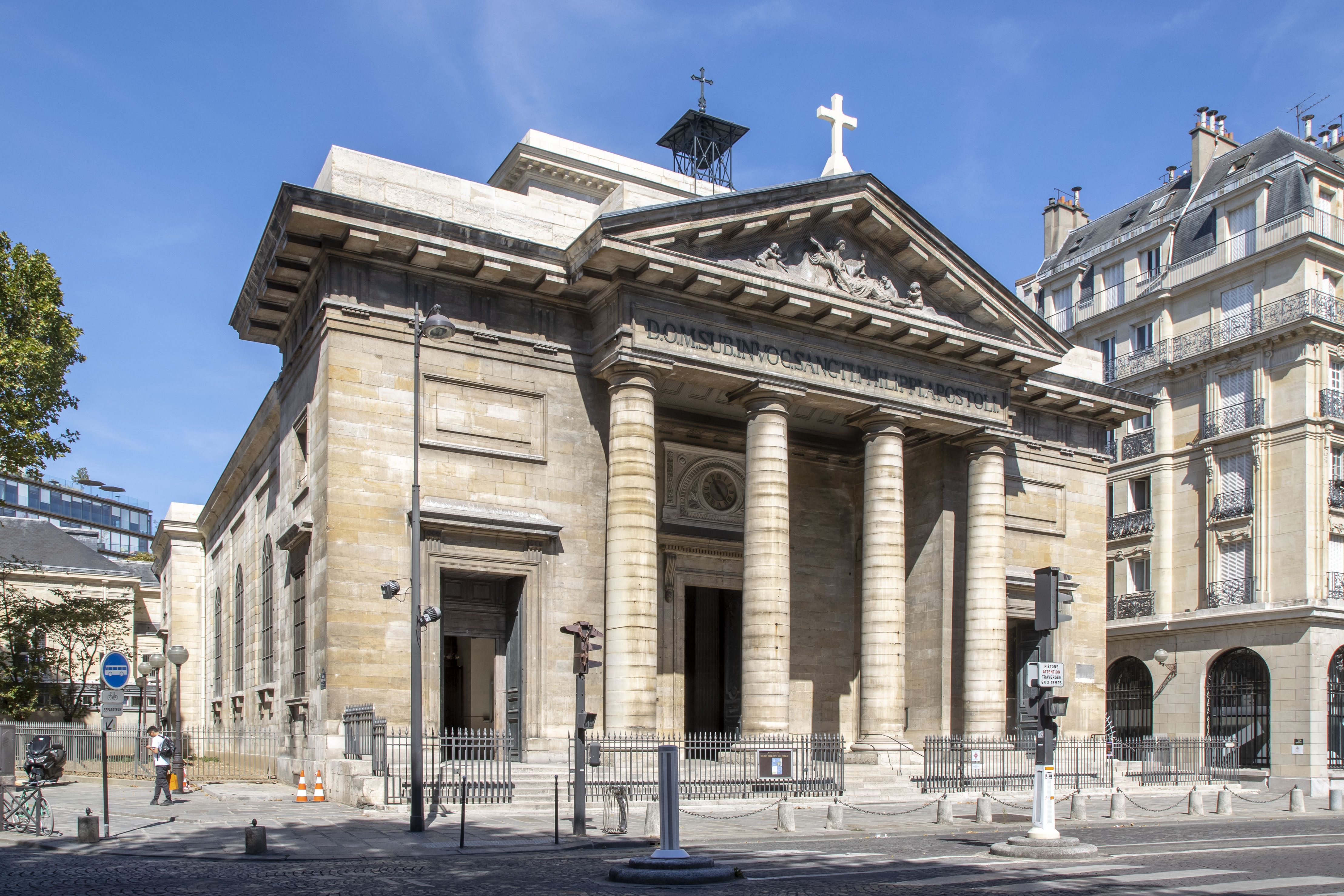
Церковь Сен-Филипп-дю-Руль

### Дворцы и особняки
- Елисейский дворец
- Большой дворец
- Малый дворец
- Морской дворец
- Отель Плесси-Бельер[фр.] / Отель Картье[фр.]
- Отель Бово[фр.]
- Отель Саломона Ротшильда[фр.]
- Отель Марселя Дассо[фр.]
- Отель Гирш[фр.]
- Отель Маруа[фр.]
- Отель Вопалиер[фр.]
- Отель Потоцкого[фр.]
- Отель Мариньи[фр.]
- Отель Понтальба[фр.]
- Отель Шаро[фр.]
- Отель Александр[фр.]
- Отель Лалик[фр.]
- Отель Паива[фр.]
- Отель Пурталес[фр.]
- Отель Перрине-де-Жарс[фр.]
- Отель Камондо[фр.]
- Отель Ля-Марк[фр.]
- Отель Каркано[фр.]
- Отель Ле-Маруа[фр.]
- Отель Менье[фр.]
- Отель принцессы Матильды[фр.]
- Отель Роан-Монбазон[фр.]
- Отель Серамик[фр.]
- Отель Шнайдер[фр.]
- Першинг-Холл[фр.]

### Храмы
- Церковь Мадлен
- Церковь Сент-Огюстен

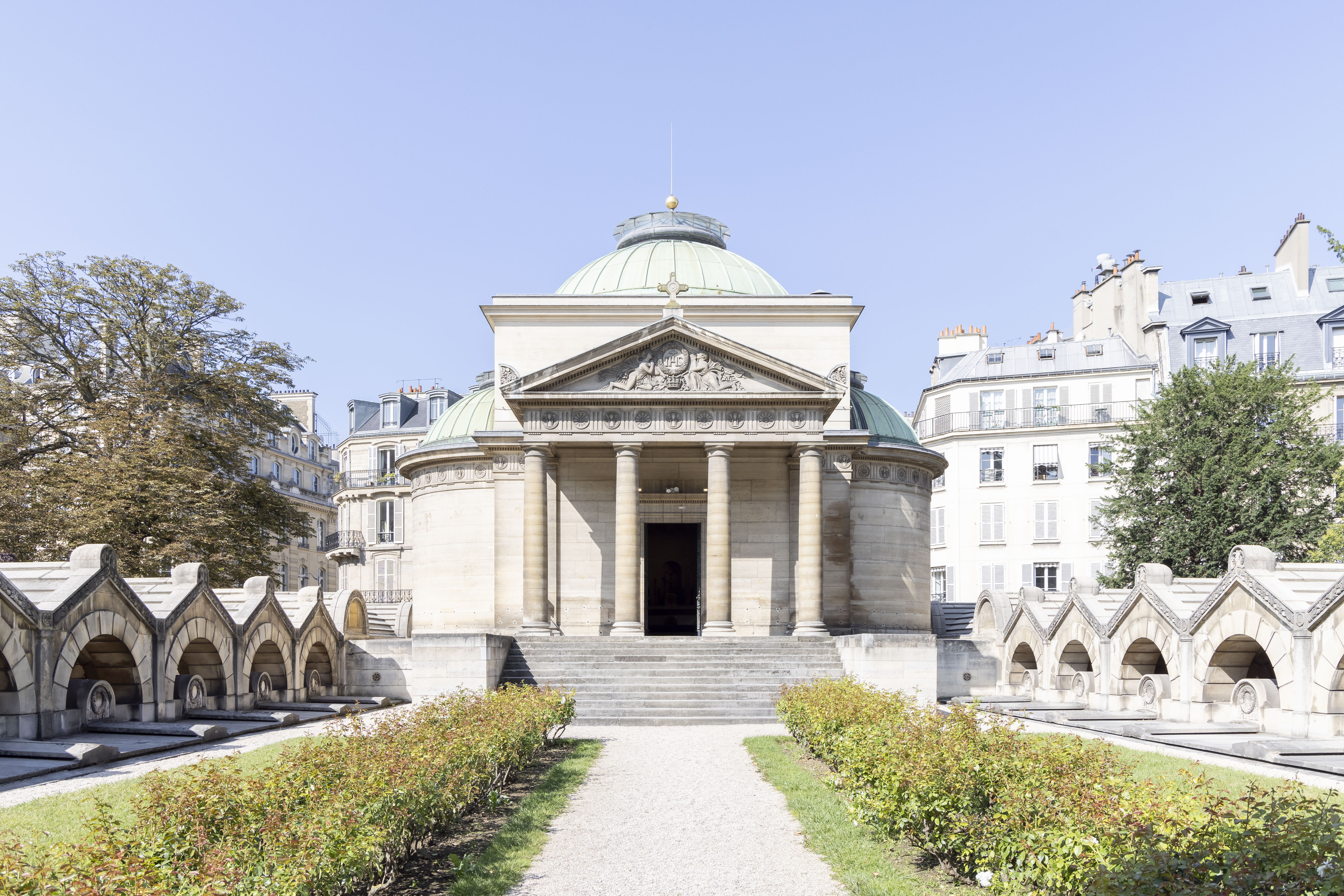
Часовня Покаяния

- Церковь Сен-Филипп-дю-Руль[фр.]
- Церковь Сен-Андре-де-л'Ороп[фр.]
- Часовня Покаяния
- Часовня Нотр-Дам-де-Консолясьон[фр.]
- Доминиканский Благовещенский монастырь[фр.]
- Русский собор Александра Невского
- Американский собор Парижа[фр.]
- Шотландская церковь Парижа[фр.]
- Датская церковь Парижа[фр.]
- Протестантский храм Святого Духа[фр.]
- Армянский собор Сен-Жан-Батист[фр.]

### Парки и сады

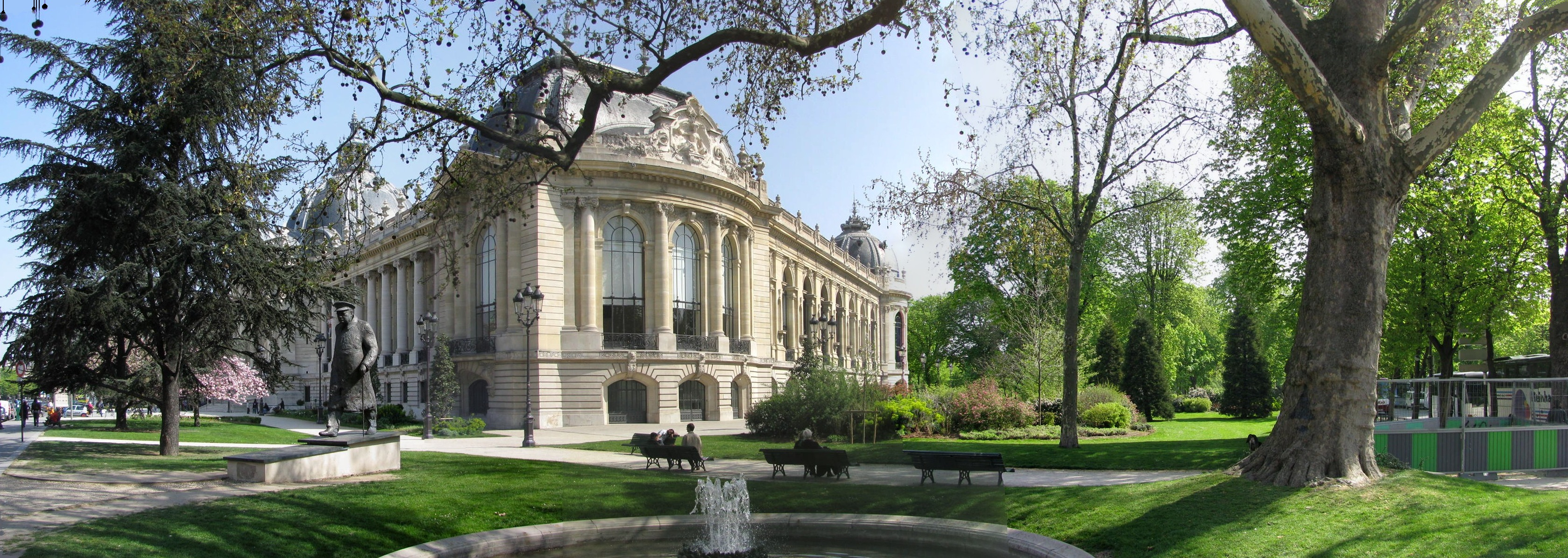
Памятник Уинстону Черчиллю в Киевском саду

- Парк Монсо
- Сады Елисейских полей[фр.]
- Киевский сад[фр.]
- Ереванский сад[фр.]
- Сад новой Франции[фр.]
- Сад особняка Саломона Ротшильда[фр.]
- Сквер Людовика XVI[фр.]
- Сквер Марселя Паньоля[фр.]
- Берлинский сквер[фр.]
- Курс-ла-Рейн[фр.]
- Сад мэрии VIII округа[фр.]
- Сад Шарля Азнавура

### Мосты
- Мост Согласия
- Мост Александра III
- Мост Инвалидов
- Мост Альма

### Арки, колонны и обелиски
- Триумфальная арка
  - Могила неизвестного солдата
- Луксорский обелиск

### Фонтаны
- Фонтаны Согласия[фр.]

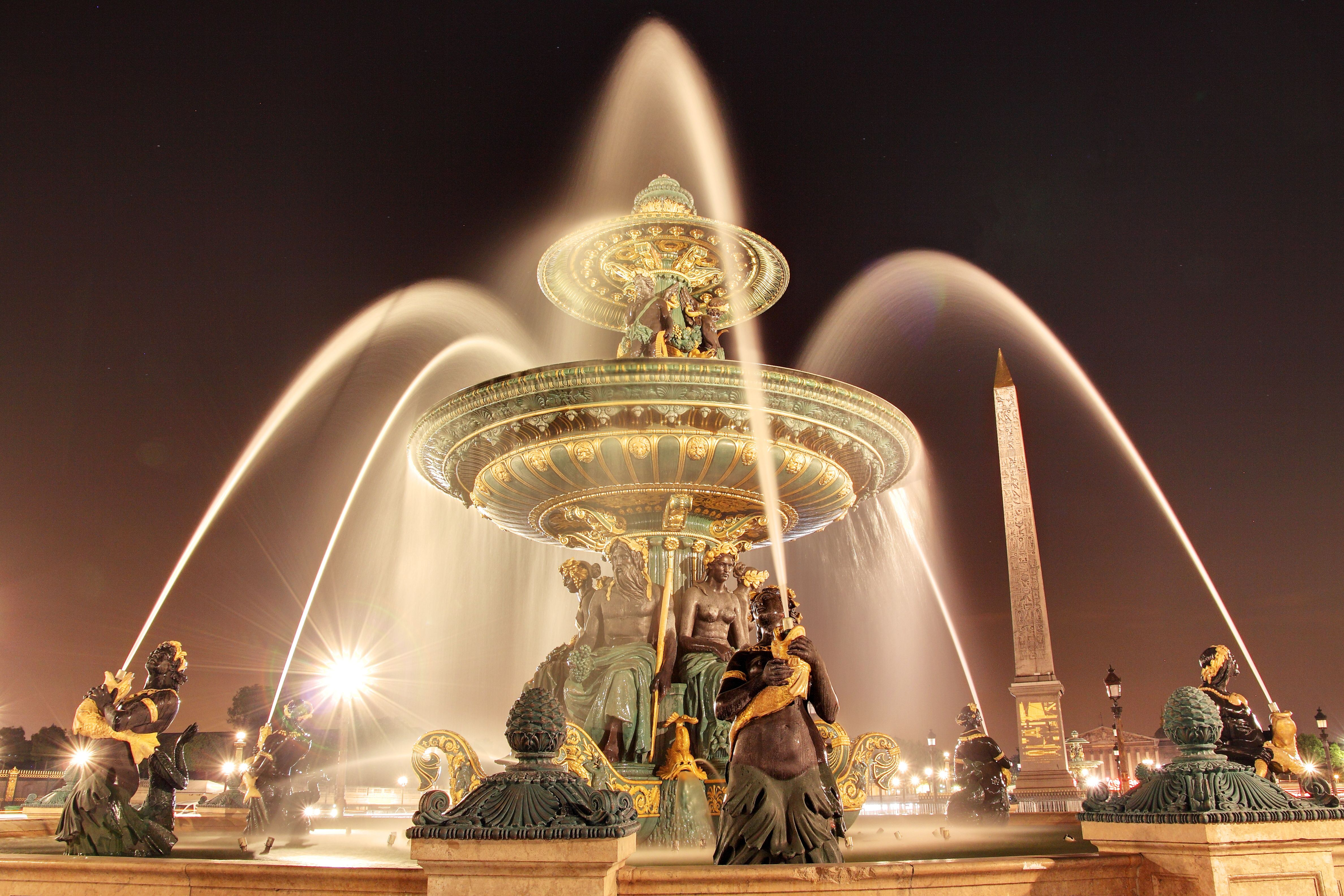
Фонтан Рек на площади Согласия

- Фонтан Водное зеркало Сены и её притоков[фр.]
- Фонтан Дианы[фр.]
- Фонтан Грилль дю кок[фр.]
- Фонтан послов[фр.]
- Цирковой фонтан[фр.]
- Фонтан на площади Франциска I[фр.]
- Бассейны Малого и Большого дворцов[фр.]

### Рестораны и кафе

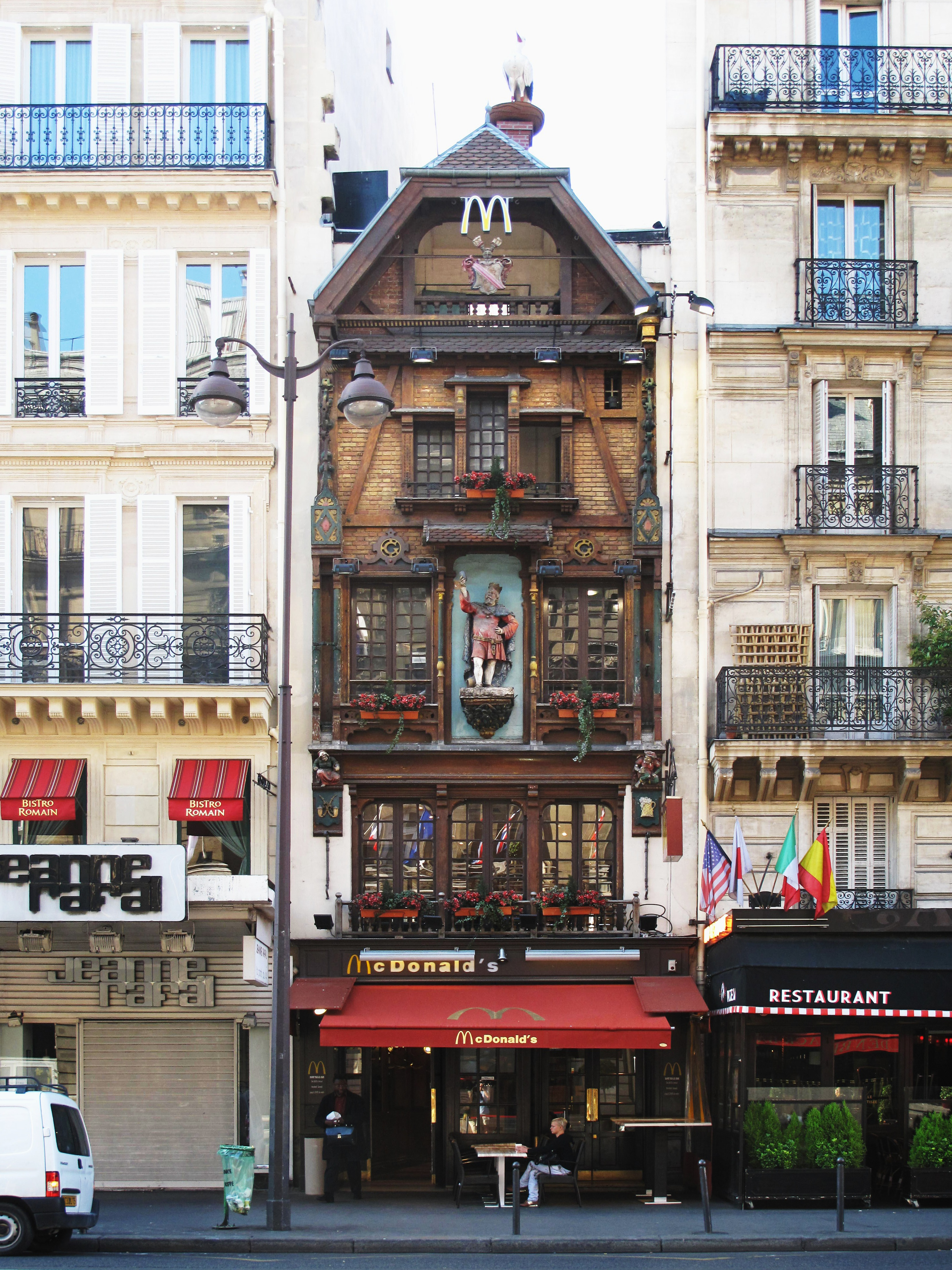
Au roi de la bière

- Ресторан Maxim’s
- Ресторан Lasserre[фр.]
- Ресторан Pavillon Ledoyen[фр.]
- Ресторан Le Bœuf sur le toit[фр.]
- Ресторан Fouquet's[фр.]
- Ресторан Beefbar[фр.]
- Ресторан Le Clarence[фр.]
- Ресторан Taillevent[фр.]
- Брассери Au roi de la bière[фр.]
- Брассери Mollard[фр.]

### Другие
- Елисейский павильон[фр.]
- Павильон Ледуайен[фр.]
- Ротонда парка Монсо
- Бордель Один-Два-Два

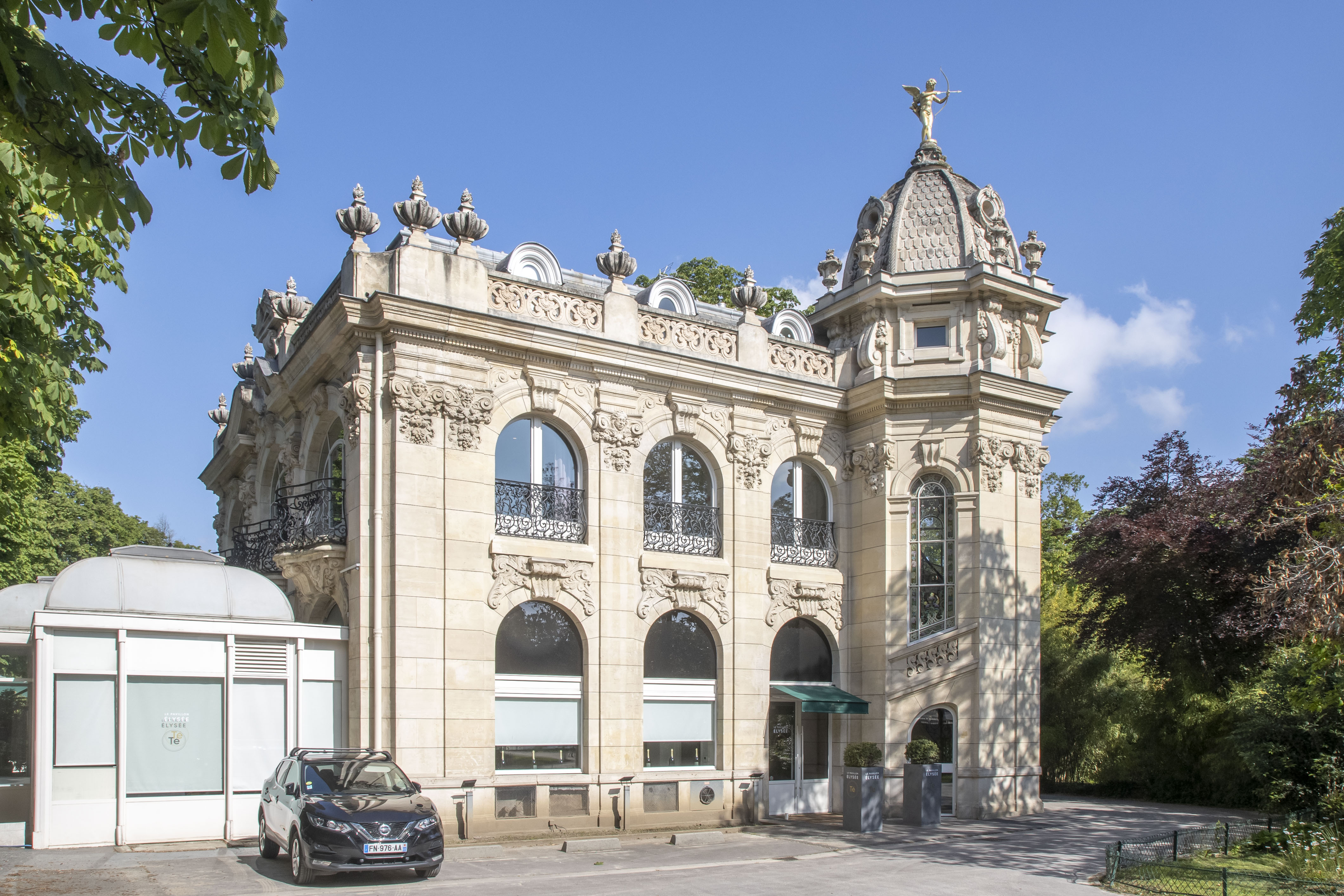
Елисейский павильон

- Конная статуя Жанны д’Арк[фр.]
- Конная статуя Лафайета[фр.]
- Конная статуя Симона Боливара[фр.]
- Памятник Адаму Мицкевичу
- Памятник Уинстону Черчиллю[фр.]
- Памятник Альфреду де Мюссе[фр.]
- Памятник воинам русского экспедиционного корпуса
- Монумент Альберту I[фр.]
- Монумент Комитасу[фр.]
- Скульптура Букет тюльпанов
- Зуав у моста Альма
- Казино Club Barrière Paris
- Кабаре Лидо[фр.]
- Кабаре Crazy Horse

## В искусстве
В VIII округе Парижа происходили съёмки следующих фильмов и сериалов: «Господин Мышь» (1942), «Антуан и Антуанетта» (1947), «Через Париж» (1956), «Забавная мордашка» (1957), «Жижи» (1958), «Обманщики» (1958), «На последнем дыхании» (1960), «Истина» (1960), «Любите ли вы Брамса?» (1961), «Месть простофиль» (1961), «Дьявол и десять заповедей» (1962), «Фантомас» (1964), «Жандарм в Нью-Йорке» (1965), «Убийца в спальном вагоне» (1965), «Большая прогулка» (1966), «Ночь генералов» (1967), «Самурай» (1967), «Супермозг» (1969), «Дзета» (1969), «Последнее известное место жительства» (1970), «Последнее танго в Париже» (1972), «Полицейский» (1972), «Приключения раввина Якова» (1973), «С Новым годом!» (1973), «День Шакала» (1973), «Стависки» (1974), «И слоны бывают неверны» (1976), «Побег» (1978), «Укол зонтиком» (1980), «Дива» (1981), «Неукротимый» (1983), «Одиночка» (1987), «Камилла Клодель» (1988), «Жажда золота» (1993), «Высокая мода» (1994), «Ягуар» (1996), «Ронин» (1998), «Обретённое время» (1999), «Правда о Чарли» (2002), «Ангел-А» (2005), «Не говори никому» (2006), «Диалог с моим садовником» (2007), «Заложница» (2008), «13-й район: Ультиматум» (2009), «Концерт» (2009), «Рай на Западе» (2009), «Необычайные приключения Адель» (2010), «Из Парижа с любовью» (2010), «Маленькие секреты» (2010), «Капитал» (2012), «Лето. Одноклассники. Любовь» (2012), «Тур де Шанс» (2013), «Такой же предатель, как и мы» (2016), «Суперзвезда» (2021), «Граф Монте-Кристо» (2024).